# LGBTI en France
Pour des articles plus généraux, voir LGBT, Mouvement LGBT et LGBT en Europe.

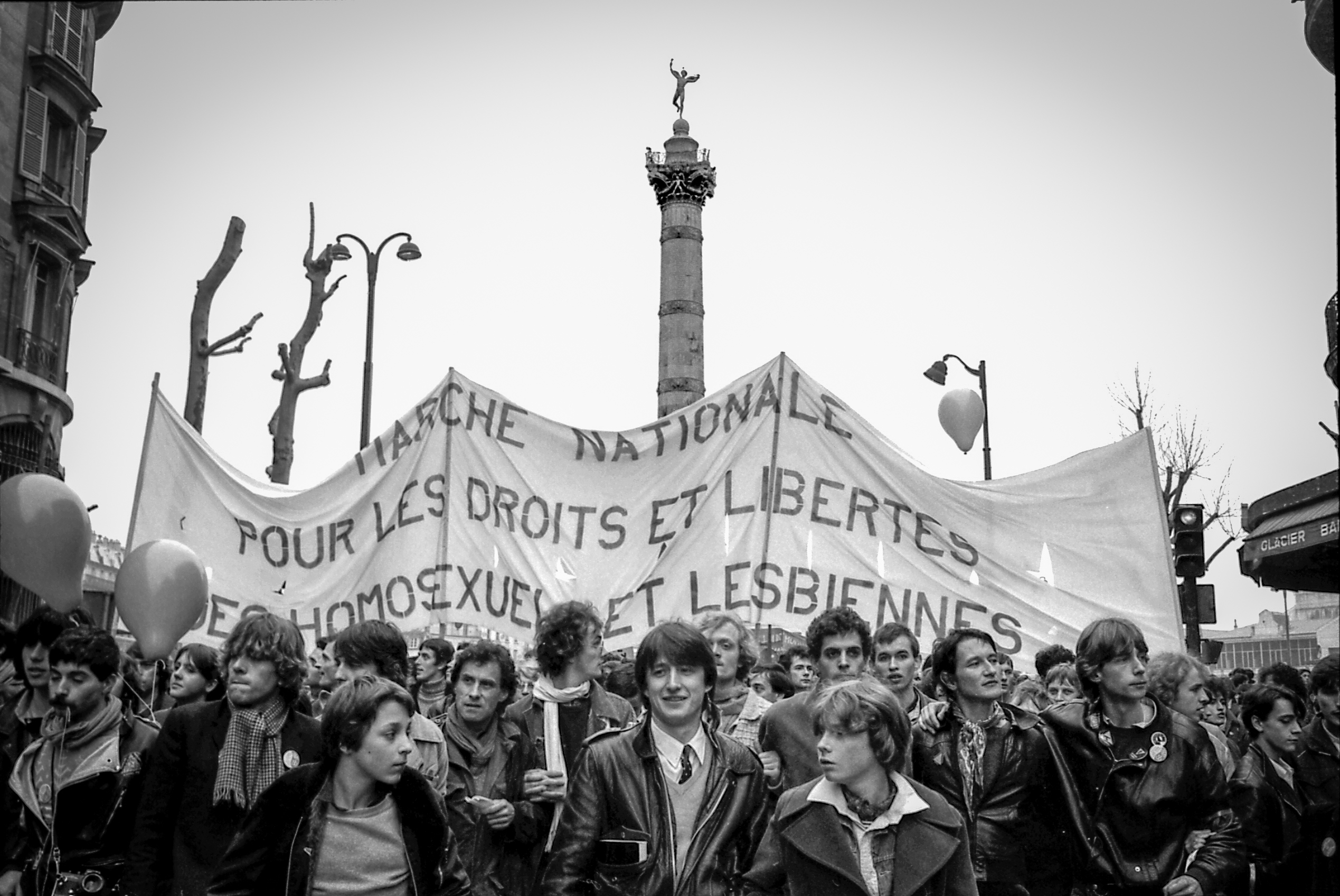
La première « Marche nationale pour les droits et les libertés des homosexuels et des lesbiennes », organisée le 4 avril 1981 à Paris par le Comité d'urgence anti-répression homosexuelle (CUARH).

La communauté LGBTI en France, dont l'histoire est aussi ancienne que le pays, est divers : les vécus lesbiens, gays, bisexuels, trans et intersexes, s'ils se recoupent en grande partie ne se superposant pas. Ils sont aussi marqués par d'autres facteurs, en particulier le racisme et la classe sociale. Cette diversité se retrouve dans les productions artistiques et revendications politiques.
Classée 12e pays européen sur 49 en termes de libertés et de droits des personnes LGBT par l'ILGA-Europe en 2024, la situation légale et sociale en France est hétérogène : si le mariage pour tous y est reconnu en 2013 et que les associations LGBT sont libres de s'exprimer, la France promeut cependant les opérations chirurgicales sur les enfants intersexes sans nécessité médicale, conserve un parcours de changement de genre basé sur la pathologisation plutôt que l'autodétermination et prévoit peu de protection pour les demandeurs d'asile LGBT. Malgré une acceptation sociale en hausse, les personnes LGBT continuent d'être la cible de discriminations et de violences.

## Histoire
Les personnes LGBT en France sont historiquement l'objet d'une forte condamnation juridique et religieuse, pouvant aller jusqu'à la mort. Ces discriminations affectent plus les personnes du tiers état que de l'aristocratie. La Révolution française met fin à la criminalisation des pratiques homosexuelles. Mais sous les Empires, la répression prend une autre forme : policière et discrète sous le règne de Napoléon Ier, elle se double d'une condamnation médicale sous celui de Napoléon III. Cette répression n'empêche pas l'émergence d'une sociabilité et d'une culture homosexuelle et travestie dès la fin du XIXe siècle, en particulier à Paris. Cette relative liberté ne s'étend pas aux colonies, où la France maintient un ordre sexuel au service de l'ordre colonial.
Durant la Seconde Guerre mondiale, l'Alsace-Moselle est annexée par l'Allemagne nazie ; il s'ensuit de nouvelles discriminations, voire la déportation des homosexuels de ce territoire. La communauté LGBT française se structure tout au long du XXe siècle, avec la distinction entre travestissement et transidentité dans les années 1960, accompagnée de la création d'associations spécifiques et des premières revendications et manifestations politiques dans les années 1970. Celles-ci aboutiront à la création de la marche des fiertés en France, ainsi qu'à des apports théoriques de premier plan au féminisme lesbien international, grâce à la pensée de Monique Wittig.
Si les LGBT de France obtiennent la fin du fichage des homosexuels et de la discrimination sur la majorité sexuelle en 1982, la fin du XXe siècle est surtout marquée par l'épidémie de sida. Il faut attendre 1999 pour la création du PACS puis 2013 pour l'ouverture du mariage entre personnes de même sexe.

## Démographie

### Définitions, entre pratiques, attirances et identité
Les études sociologiques portant sur les personnes LGBT en France se heurtent à plusieurs problèmes : tout d'abord, il est difficile de distinguer simplement les personnes LGBT des cis-hétérosexuelles : cette distinction se fait soit par autodéclaration des répondants, soit en distinguant les personnes ayant déjà eu une relation sexuelle avec une personne du même sexe des autres, soit en distinguant les personnes vivant en couple avec une personne du même sexe des autres. Chaque distinction amène à ses biais — par exemple en excluant les personnes LGBT célibataires — qu'il est difficile de corriger statistiquement pour avoir un échantillon représentatif car le pourcentage de personnes LGBT dans la population n'est pas connu, et varie suivant la distinction utilisée.
Comme pour d'autres pays, les frontières entre, premièrement, les identités hétérosexuelles, bisexuelles et gay et lesbiennes ; deuxièmement, les personnes attirées uniquement ou majoritairement par les personnes de leur sexe, celles attirées uniquement ou majoritairement par celles de l'autre sexes, et celles attirées par les deux ; et troisièmement, celles qui ont eu des relations sexuelles avec uniquement des hommes, uniquement des femmes, ou les deux, ne correspondent pas toujours. Ainsi, 17 % des femmes homosexuelles et 9 % des hommes déclarent être attirés autant par les deux sexes, et 58 % des femmes bisexuelles et 47 % des hommes bisexuels, surtout par le sexe opposé.

### Vie conjugale
Lors des enquêtes sociologiques effectuées sur la base déclarative, une proportion plus forte de personnes LGBT que dans la population générale déclare être célibataire. Les couples gays ou lesbiens sont proportionnellement plus nombreux à vivre dans deux logements, par rapport aux couples femme-homme. L'écart d'âge entre conjoints est aussi plus important, les rencontres amoureuses ayant moins de chance de se faire dans des groupes d'âge homogènes, en particulier les études, que pour les couples femme-homme.
En 2011, la répartition géographique des couples non-mariés de personnes de même sexe diffère sensiblement de celle des couples homme-femme : sous-représentés dans les communes de moins de 20 000 habitants, ils sont sur-représentés dans les villes de plus de 200 000 habitants et l'agglomération parisienne, avec une très forte sur-représentation des couples gays dans l'agglomération parisienne et des couples lesbiens dans les villes hors-Paris. Les différences s'estompent en regardant les mariages sur la période 2013-2017, mis à part la surreprésentation des couples gays en agglomération parisienne. Les couples gays et lesbiens résident aussi beaucoup plus fréquemment dans un autre département que celui de leurs parents, à l'exception des couples de femmes avec enfants. La présence d'enfants, ainsi que les plus faibles revenus des couples lesbiens par rapport aux couples gays, fait que celles-ci s'installent plus fréquemment dans des lieux où l'immobilier est moins cher, en particulier la grande couronne parisienne.
Les couples gays qui se marient le font tardivement, avec une moyenne d'âge de 44 ans au moment du mariage, tandis que les couples lesbiens se mariant le font en moyenne à 39 ans, soit quasiment comme les couples femme-homme (37 ans). Une explication avancée est la différence d'intérêt du mariage suivant les couples : pour les gays, ce serait essentiellement des questions de protection juridique du conjoint en cas de décès de l'un d'eux, alors que pour les lesbiennes, la question de la filiation est prépondérante.

### Pyramide des âges
La proportion de personnes en couple homosexuel est plus élevée parmi les jeunes générations, c'est-à-dire celles nées après 1966 ; cela résulte d'une hostilité moindre de ces classes d'âges à l'homosexualité.

### Niveau de diplôme et catégorie professionnelle
Les personnes LGBT sont proportionnellement plus diplômées, en particulier en deuxième et troisième cycle universitaire, que la population générale ; cette différence est très marquée pour les générations nées avant 1965 et moins pour les plus jeunes. Cela s'explique à la fois par une moins grande homophobie dans les milieux aisés, qui rend plus facile d'y assumer son homosexualité, mais aussi d'une stratégie consciente d'élèves et d'étudiants se sachant LGBT et qui s'investissent fortement dans leurs études afin de vivre dans un milieu qu'ils perçoivent comme plus ouvert. Les personnes LGBT nées dans un milieu social populaire ou de classe moyenne ont ainsi une plus grande mobilité sociale que le reste de ces classes sociales.

## Sociologie

### Communautés L, G, B, T, I

#### Lesbiennes

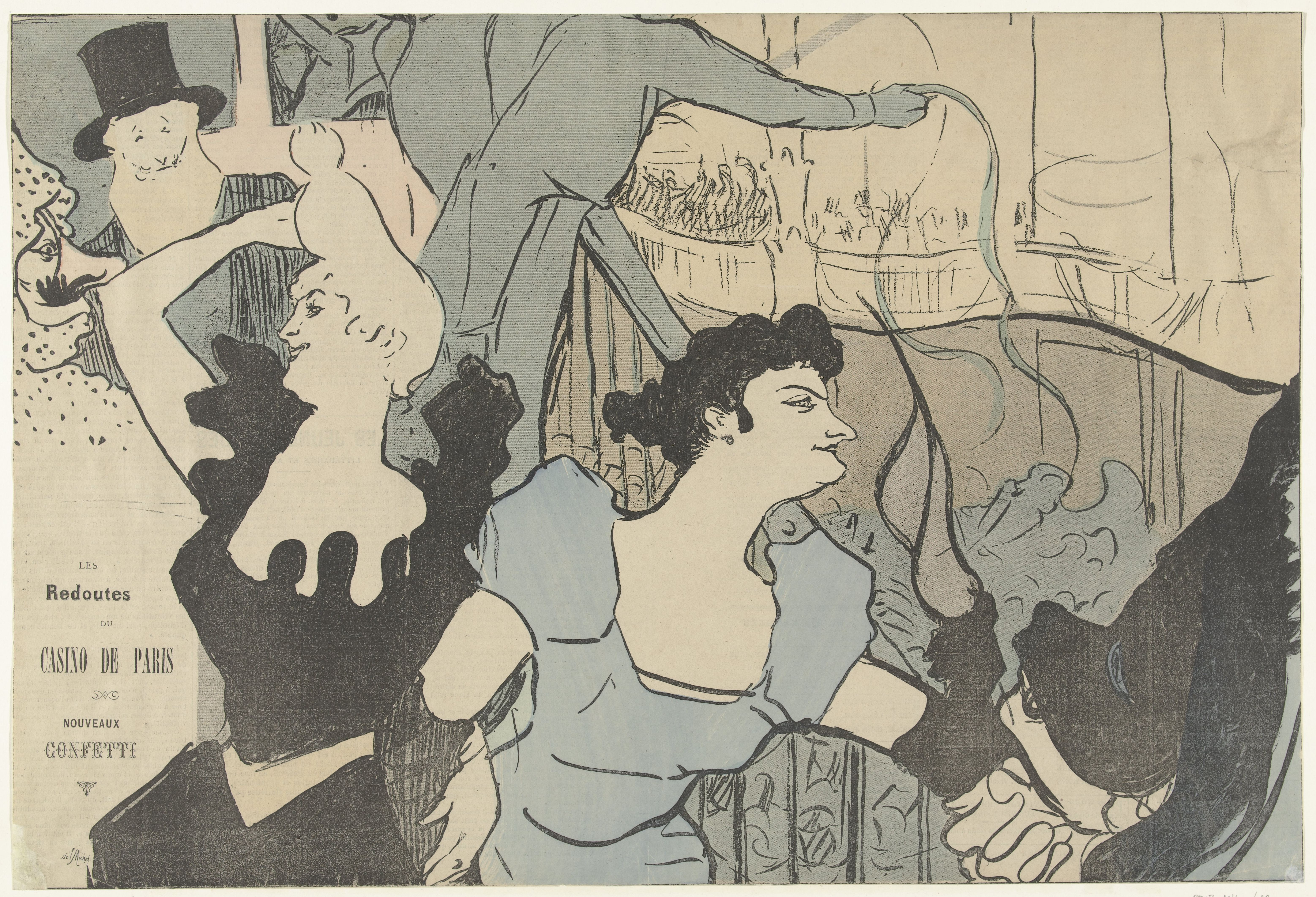
Affiche d'Henri de Toulouse-Lautrec montrant Yvette Guilbert en compagnie de Cha-U-Kao, 1892. Rijksmuseum.

L'émergence d'une vie culturelle lesbienne française se fait à la fin du XIXe siècle, avec la création de cafés, salons et cabarets où les femmes pouvaient se rencontrer. Au début du XXe siècle, les salons littéraires permettent l'émergence d'une littérature lesbienne française et francophone, qui se développe entre les deux guerres mondiales.
La Libération, et son idéologie viriliste, provoque une recrudescence de la censure envers l'expression du lesbianisme et de l'homosexualité, mais les années 1960 et 1970 voient l'arriver de l'âge d'or de la pensée lesbienne française : d'abord à cheval entre les mouvements féministes et homosexuels, celle-ci s'autonomise grâce au travail de lesbiennes féministes telles que Monique Wittig.
Les années 1980 voient l'explosion de revues lesbiennes et des évènements communautaires, tels que le festival de cinéma Cineffable. Il s'agit aussi de l'époque de la structuration d'un mouvement lesbien à l'échelle nationale via la création de la Coordination lesbienne en France. Celle-ci forge dans les années 1990 le concept de lesbophobie pour parler de l'oppression spécifique des lesbiennes, qui n'est pas la simple addition de l'homophobie et du sexisme. Si la visibilité spécifiquement lesbienne s'efface dans les années 1990 et le début du XXIe siècle en faveur de revendications LGBT, tels que le PACS ou l'ouverture du mariage aux couples de même sexe, le militantisme spécifiquement lesbien renaît à la fin des années 2010 avec une mobilisation politique aboutissant à l'ouverture de la procréation assistée aux couples lesbiens en 2021 et l'organisation de marches lesbiennes en 2020.

#### Personnes bisexuelles
Les personnes bisexuelles en France ont à faire face à l'invisibilisation de leur orientation sexuelle.
L'association Bi'Cause est créée en décembre 1995 pour défendre les droits des personnes bisexuelles et pansexuelles en France. Une journée de la bisexualité est célébrée en France depuis 2007 le 23 septembre.
En 2013, pour la première fois en France, l'association SOS Homophobie publie dans son rapport annuel une rubrique sur la biphobie avec des statistiques issues des signalements reçus. Cette publication est suivie d'une enquête plus complète réalisée en 2015. Le 23 septembre 2012, SOS homophobie, Bi’Cause, le MAG jeunes gais, lesbiennes, bi et trans et Act Up-Paris lancent la première enquête associative en ligne autour de la bisexualité. Les résultats sont publiés en 2015,. Le 23 septembre 2017, les mêmes associations, auxquelles s'associe FierEs, lancent la première enquête associative en ligne autour de la biphobie,,.

#### Intersexuation
La situation des personnes intersexes en France se caractérise par une emprise forte du corps médical, préconisant aux parents d'opérer leurs enfants dès le constat de leur intersexuation effectué, et de par la suite leur cacher la nature de ces interventions.

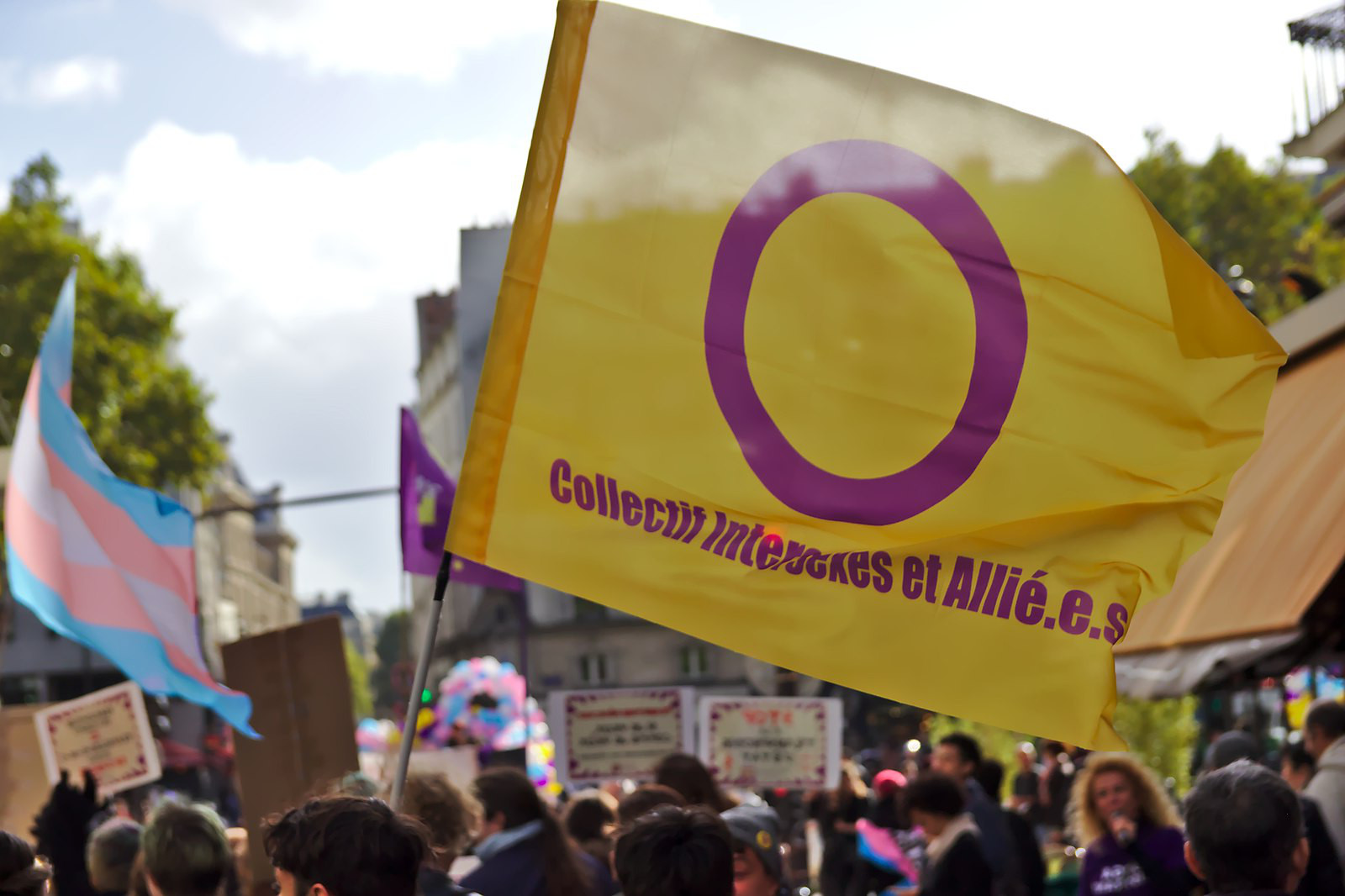
Drapeaux intersexes et trans à l'ExisTransInter de 2017. Les mouvements intersexes et trans sont fortement liés en France.

Ce statu quo est remis en cause par le mouvement politique intersexe, et plus particulièrement le Collectif intersexe activiste, branche française de l'organisation internationale des intersexes,. L'ExistransInter est l'un des moments forts du militantisme intersexe.
La visibilité de l'intersexuation s’accroît au cours du XXIe siècle, notamment par la diffusion en France d'œuvres étrangères comme le film argentin XXY ou françaises comme la série télévisée Chair tendre,.

### Communautés religieuses
Les personnes LGBT sont sous-représentées parmi les personnes catholiques pratiquantes (8 % d'entre elles contre 10 % dans la population générale) ; elles sont en revanche légèrement sur-représentées parmi les personnes d'autres religions (12 %) ou sans religion (12 %). L'homophobie de communautés religieuses provoquent plusieurs réactions : des croyants LGBT cherchent à composer entre leur foi et leur orientation sexuelle, tout en œuvrant à l'intérieur des communautés religieuses à une plus grande acceptation de l'homosexualité, du lesbianisme, de la bisexualité et de la transidentité de leur part. D'autres personnes LGBT, au contraire, vont voir les religions comme homophobes par nature et toutes les rejeter ; cette position sert parfois de paravent à de l'antisémitisme ou de l'islamophobie.

#### Catholicisme

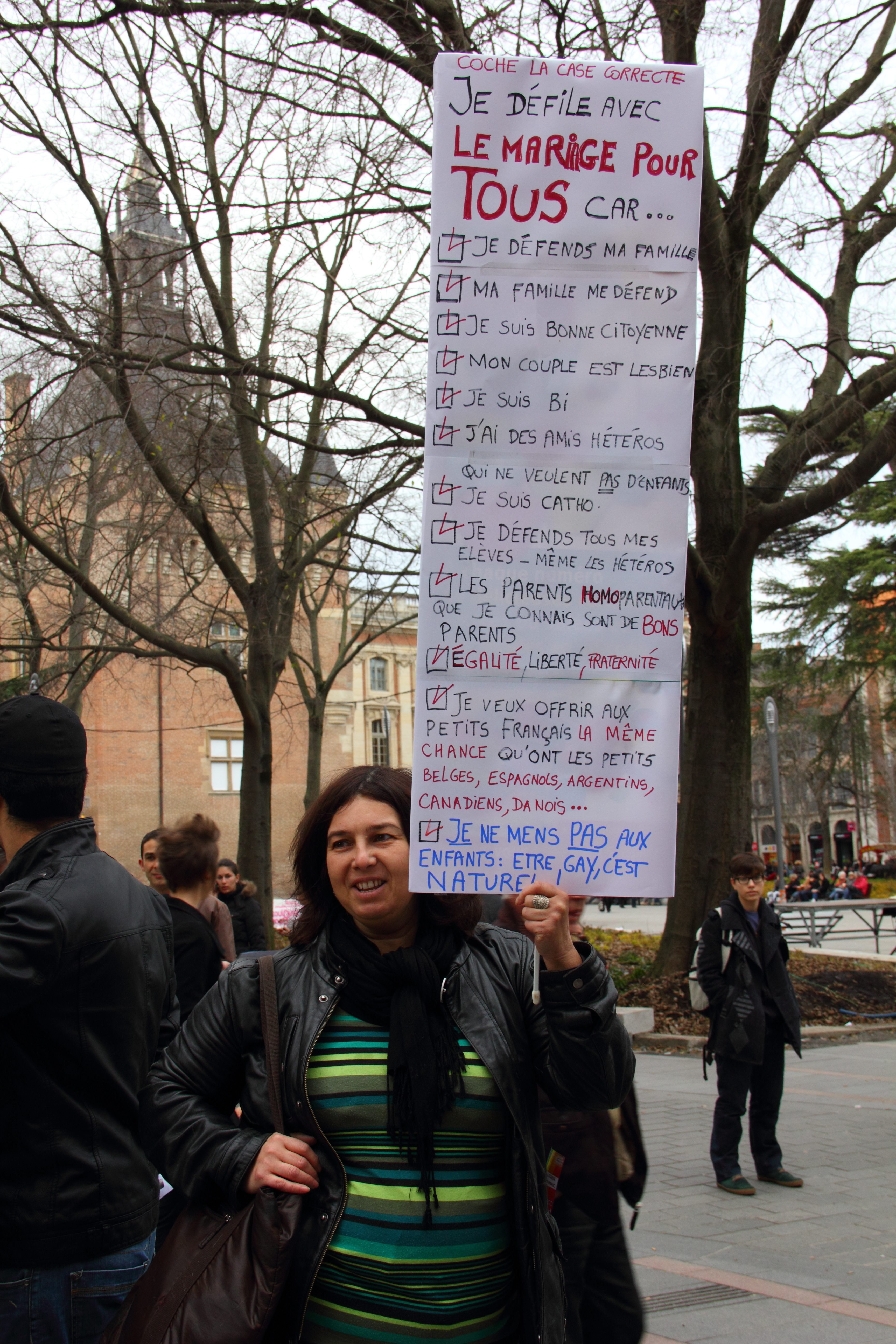
Femme bisexuelle catholique en couple lesbien lors d'une manifestation en soutien du mariage pour tous, Toulouse, en décembre 2012.

L'église catholique française s'investit fortement contre l'octroi de nouveaux droits pour les couples de même sexe, que ce soit en 1999 au moment de la création du PACS ou en 2012-2014 lors de l'ouverture du mariage à tous les couples, tout en prenant soin d'afficher ses arguments de manière non confessionnelle,. L'intensité de la mobilisation catholique est exceptionnelle en France, étant bien plus forte que pour les mêmes changement législatifs dans d'autres pays catholiques en Europe, que ce soit la Belgique, l'Espagne ou le Portugal. Cette position n'est pas réservée à la hiérarchie de l’Église mais est aussi embrassée par les fidèles : lors de la période 2012-2014 se crée le collectif de la Manif pour tous, qui regroupe de nombreuses associations familiales catholiques et organise des manifestations contre l'ouverture du mariage aux couples gays et lesbiens. Cette période correspond à un profond traumatisme pour les catholiques LGBT pratiquants, les appels à manifester se retrouvant dans l'homélie ou la prière universelle, au point que certains n'effectuent pas la messe en entier,. Certains décident alors de temporairement sortir de l’Église, d'autres de prendre publiquement parole en faveur de l'ouverture du mariage. Enfin, certains vont jusqu'à décider de quitter totalement le catholicisme, pour ses positions sur l'homosexualité mais aussi en raison des violences sexuelles sur mineurs couvertes par l'Église ainsi que sa responsabilité dans la propagation de l'épidémie de sida. Cette question peut être vécue à l'échelle individuelle, par l'écriture d'une lettre demandant la radiation des registres de baptême, mais aussi collective, avec la réalisation de véritables cérémonies d'apostasie.
Outre ces positionnements politiques, la position catholique officielle consiste à la fois en la condamnation des actes homosexuels et l'accueil des personnes LGBT vues comme nécessairement en souffrance en raison de leur orientation. Cette position ne correspond pas à l'expérience des catholiques LGBT pratiquants, qui rapportent de mauvaises expériences dans leurs paroisses. Ces mauvaises expériences font que les catholiques pratiquants, en couple gay ou lesbien, vivent leurs vies religieuse et amoureuse dans des temps et espaces séparés.
Avant l'ouverture du mariage à leurs couples, les LGBT catholiques pratiquants contractent plus souvent un PACS que les catholiques hétérosexuels et le considèrent non pas comme un simple acte administratif, mais comme un véritable moment solennel. La violence des débats sur le mariage font qu'ils sont nombreux à se marier dès que la possibilité leur est offerte. En plus de leurs unions civiles, ces couples tiennent à une ritualisation religieuse : sortie de la cérémonie civile à l'église au moment où les cloches de l'église sonnent, bénédiction du couple, messe d'action de grâce, échanges en présence d'un prêtre, retraite pour préparer leurs unions... Pour d'autres, c'est le baptême de leurs enfants qui constitue la véritable reconnaissance religieuse de leur couple.

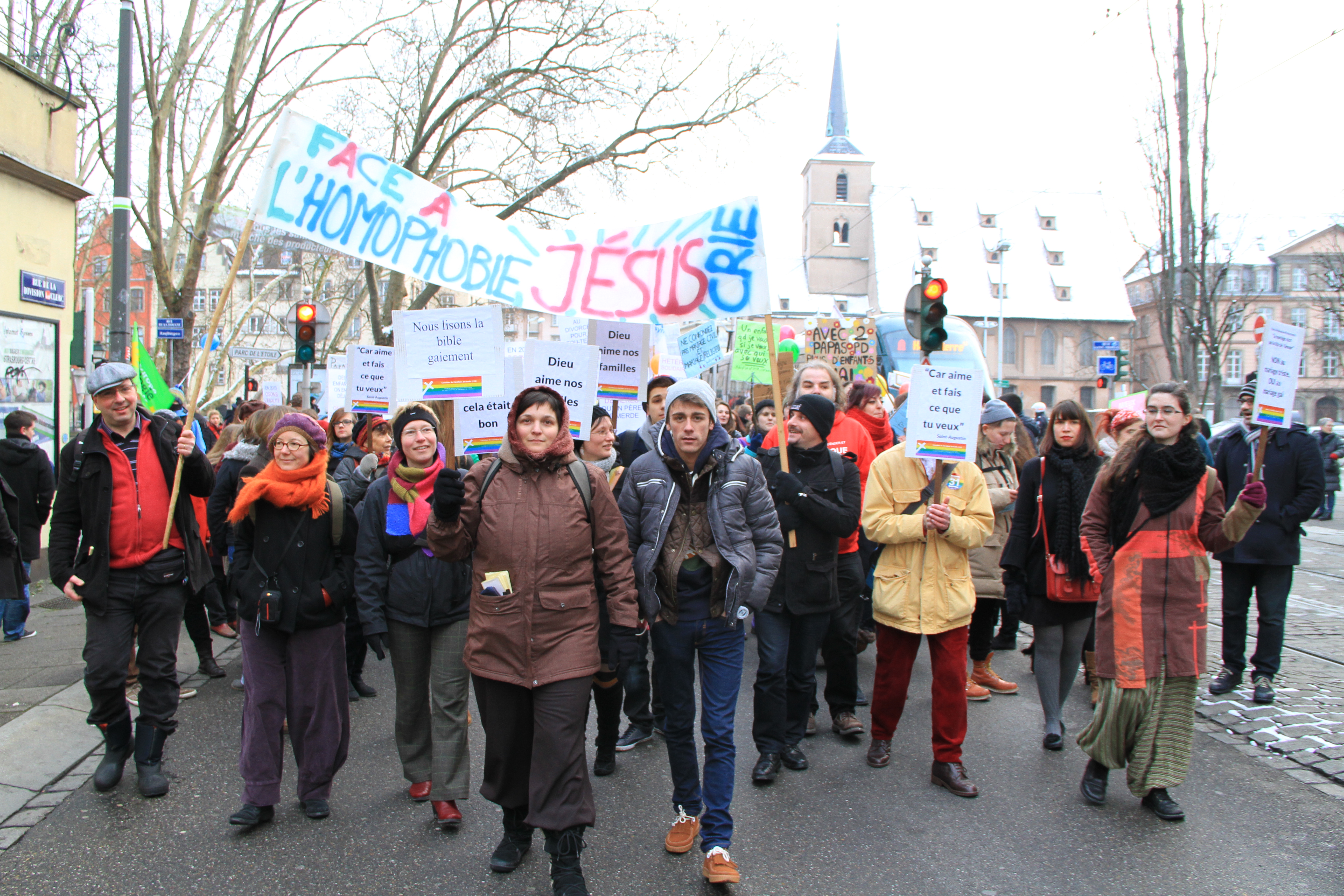
Cortège chrétien et LGBT à une manifestation de soutien de l'ouverture du mariage aux couples de même sexe, Strasbourg, en 2013.

Ces bricolages, connus de la hiérarchie catholique, sont tolérés à deux conditions : être clairement différents d'une cérémonie religieuse, et ne pas être publicisés ; cette position correspond ainsi à l'attitude de l’Église catholique envers ses prêtres homosexuels, tolérés tant qu'ils « ne s'affichent pas ».
L'association David et Jonathan aide les LGBT chrétiens, notamment en leur proposant un soutien pour penser la ritualisation de leurs unions ; plus modérée que des associations équivalentes aux États-Unis, elle ne revendique pas par exemple le mariage religieux pour les couples de même sexe.
Les catholiques pratiquants LGBT sont essentiellement issus de milieux bourgeois et eux-mêmes catholiques, avec souvent de nombreux frères et sœurs, ayant reçu une éducation confessionnelle dans le privé et ayant fréquenté le scoutisme, le catéchisme ou l'aumônerie dans leur enfance ; ils sont en couple catholique, soit en se rencontrant dans les milieux religieux, soit par conversion du conjoint non religieux. C'est cette position qui leur donne la possibilité de ritualiser leur union : leur capital culturel leur permet d'imaginer des cérémonies puisant dans la liturgie catholique, et leur capital social d'avoir dans leurs réseaux des prêtres prêts à les célébrer. Une telle union n'est cependant pas reconnue par l'Église catholique, bien que la bénédiction des personnes (et non du couple) puisse être envisageable.

#### Protestantisme
Les différents courants du protestantisme en France ont des positions variées sur l'homosexualité. L'Église protestante unie de France, la plus grande, propose une bénédiction des couples de même sexe depuis 2015, deux ans après le vote du mariage civil. Cette décision est vivement contestée par le Conseil national des évangéliques de France.
Dès les années 1980, le pasteur Joseph Doucé proposait des « bénédictions d'amour et d'amitié » pour des couples d'hommes ou de femmes. Il aide aussi les couples lesbiens à répondre à leur désir d'enfant en les guidant vers des centres d'insémination artificielle aux Pays-Bas.

#### Judaïsme

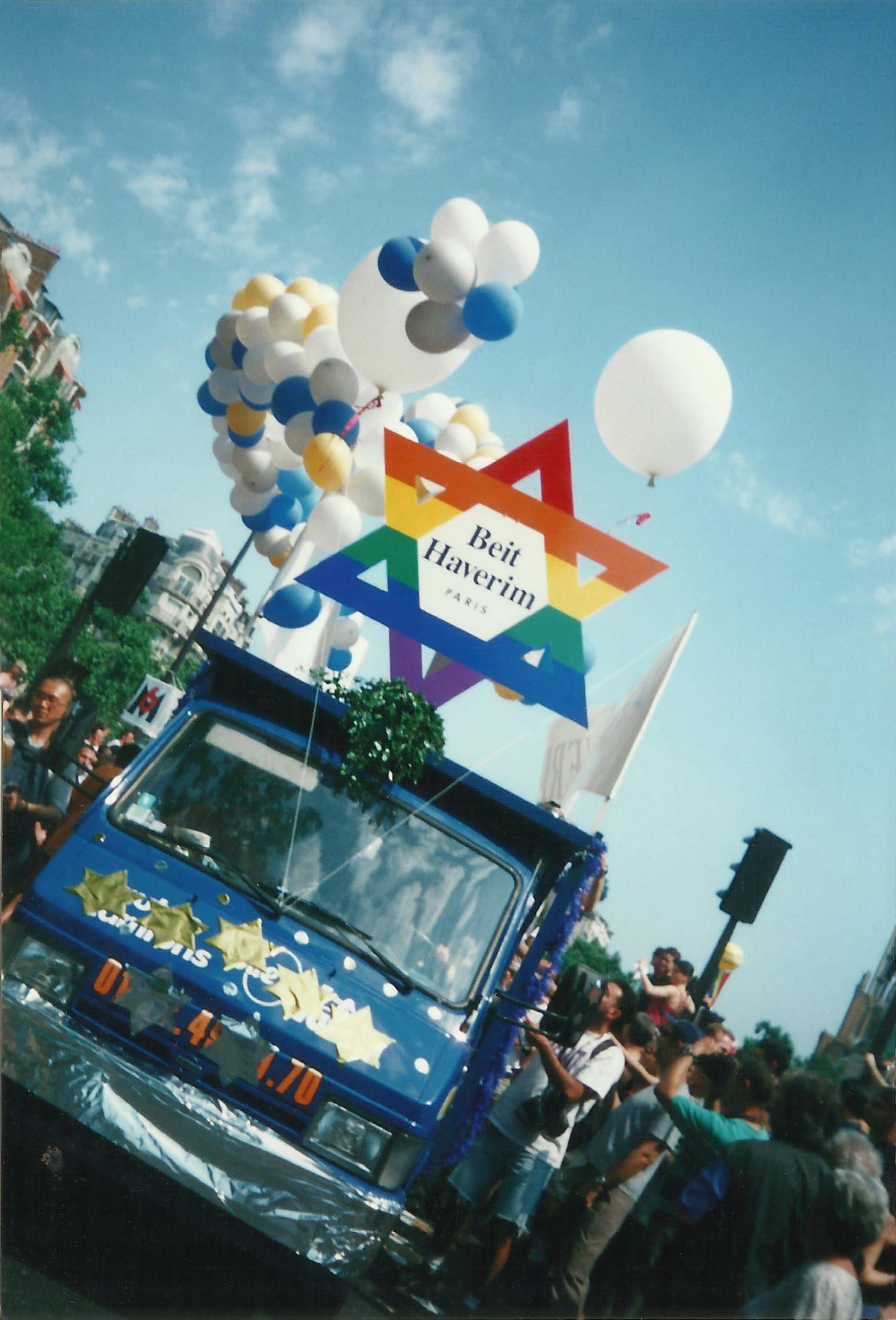
Char de Beit Haverim à la marche des fiertés 2001 de Paris.

La loi juive se prononce contre l'homosexualité en vertu de passages du Lévitique. Si au XVIIe siècle l'homosexualité était une raison suffisante pour qu'un Beth din prononce un herem, l'interprétation de ces textes a évolué, avec très peu de commentaires talmudiques ou post-talmudiques du texte par rapport au reste de la Tanakh, vers une « acceptation de personnes homosexuelles tout en condamnant l'homosexualité ». Cela correspond à un accueil des LGBT dans la communauté juive, à condition qu'ils et elles soient discrètes, une impossibilité pour les couples gays et lesbiens de se marier ou de voir leur union bénie, et l’impossibilité d'une ordination de rabbins homosexuels.
Cette exigence de discrétion rend particulièrement difficile pour les familles homoparentales de faire entrer leurs enfants dans la communauté juive : elle nécessite, pour les enfants de couples d'hommes, une conversion au judaïsme de l'enfant, dont le déroulement se fait à la discrétion de l'autorité religieuse à laquelle le couple s'adresse. De plus, les cérémonies de nomination, présentation à la communauté, bar-mitsvah, bat-mitsvah, ne peuvent se dérouler avec la famille réelle, à nouveau en raison de cet impératif de discrétion.
La communauté juive LGBT française s'est structurée autour de l'association Beit Haverim : d'abord groupe informel de 1977 à 1982 qui se réunit dans les locaux du Centre du Christ Libérateur fondé par Joseph Doucé, elle devient une véritable association en 1982, à la suite de la suppression de la discrimination quant à l'âge de la majorité sexuelle pour les relations hétérosexuelles et homosexuelles et d'un pouvoir exécutif plus sensible à ce sujet. Groupe de sociabilité, l'association se tourne vers les années 1990 vers l'organisation de tea parties qui coïncident plus ou moins avec les fêtes de Rosh Hachana, Pourim, Pessa'h et Hanoucca. Les fêtes de Rosh Hachana attirent de nombreux LGBT musulmans et non-religieux, ce qui assure à l'association une notoriété au sein de la communauté gay et lesbienne.
Fin des années 1990 début des années 2000, Beit Haverim commence un dialogue avec les autorités juives françaises, en particulier les courants libéral et massorti, puis avec des acteurs politiques.

#### Islam

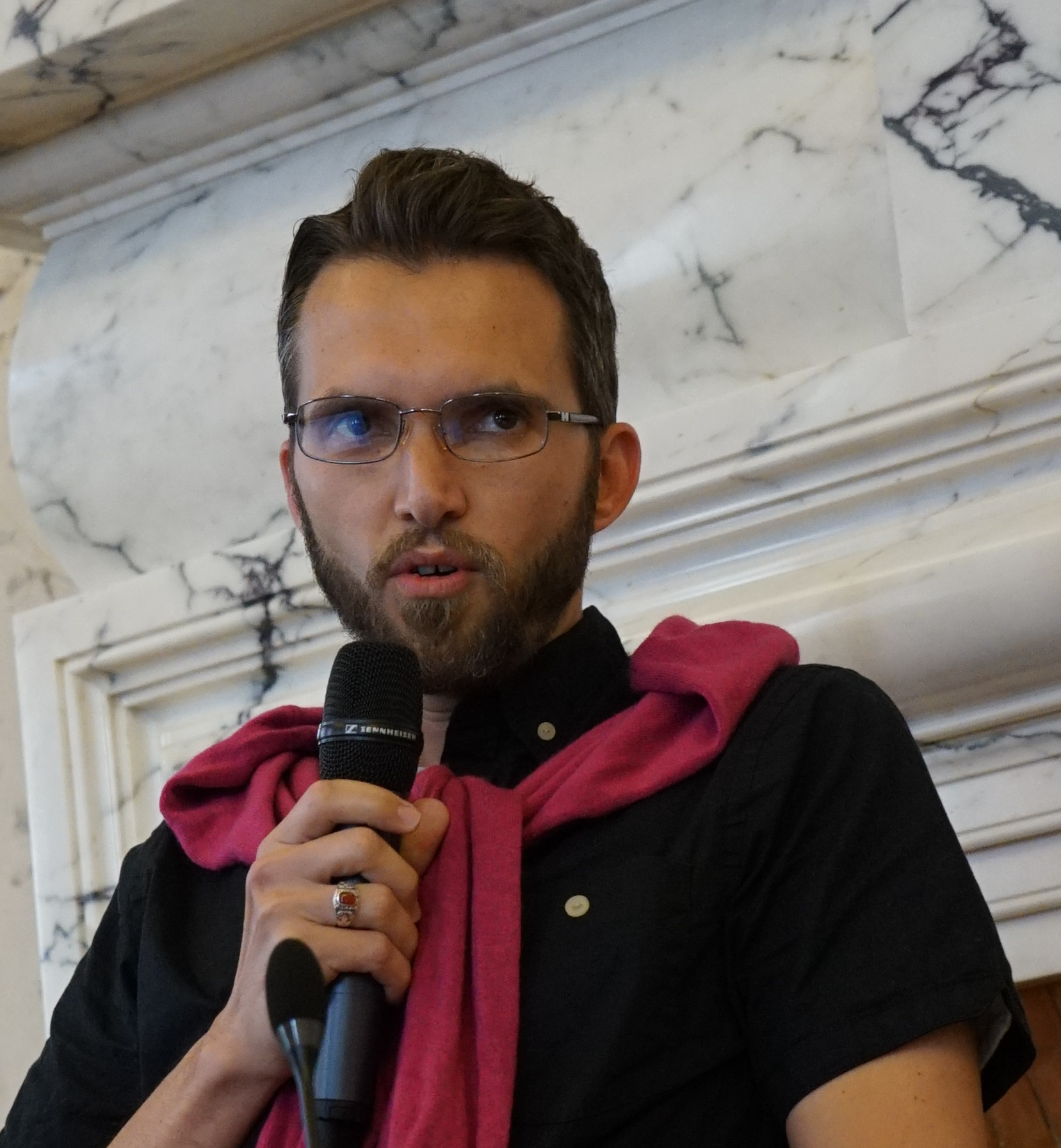
Ludovic-Mohammed Zahed, imam gay de France, en conférence

Si le Coran, ne condamne pas explicitement l'homosexualité, les écoles traditionnelles de loi islamique la condamnent moralement et socialement dans sa pratique publique ou dans l'incitation à sa pratique. Une étude IFOP réalisée en 2019 indique que 63 % des Français musulmans ont une opinion négative de l'homosexualité,.
Dans ce contexte, couplé à l'islamophobie de la société française, il est difficile pour les personnes LGBT musulmanes d'accepter et de vivre pleinement leur orientation sexuelle et leur religion. L'absence de modèles et de référent, ainsi que les risques de rupture familiale, font partie des difficultés citées,.
Une stratégie développée par les personnes LGBT musulmanes pour lutter contre l'homophobie est le développement d'une expertise très forte sur l'Islam : Ludovic-Mohamed Zahed, premier imam ouvertement gay de France, a ainsi un doctorat d'anthropologie sur les liens entre minorités sexuelles et Islam en France et fonde Calem, un institut de recherche et de formation sur l'Islam; Nour, du collectif Mille et une queers, s'est elle aussi lancée dans une recherche personnelle sur l'Islam et la place des femmes.
Malgré la fondation de Homosexuels musulmans de France, les associations LGBT françaises comprenant en majorité des personnes musulmanes rassemblent en réalité des personnes de toute confession ou sans religion et issues de l'immigration,.

### LGBT de l'immigration

#### Gays de l'immigration

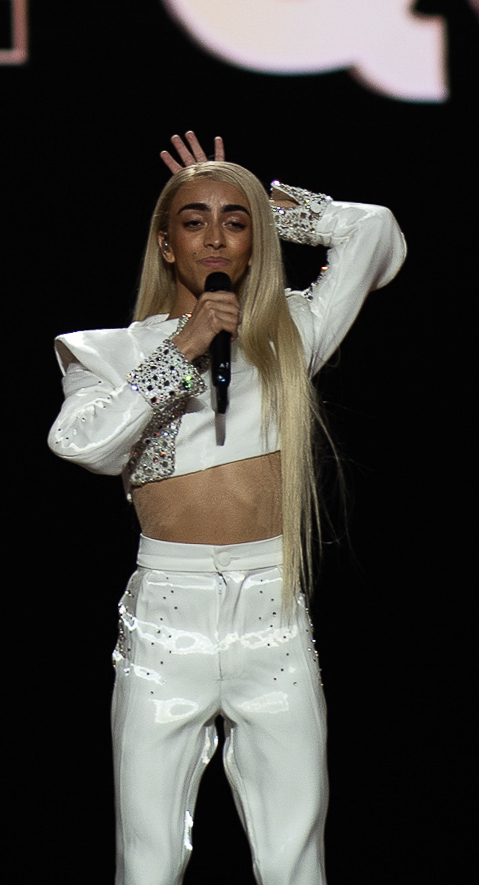
Bilal Hassani, chanteur d'origine marocaine et ouvertement gay, représentant de la France à l'Eurovision 2019

Si des sous-groupes existent en fonction de l'origine, le mode d'obtention de la nationalité française n'a que peu d'importance ; ainsi, la communauté des hommes gays d'origine maghrébine a des pratiques culturelles communes, que les personnes soient nées françaises, naturalisées françaises, ou vivant en France sans avoir la nationalité, même si ce statut a d'autres répercussions. Ainsi, si beaucoup d'hommes gays issus de l'immigration maghrébine sont en rupture familiale, et que celle-ci s'accompagne souvent d'une déscolarisation, les homosexuels nés au Maghreb sont proportionnellement plus nombreux à se prostituer en raison de la difficulté à trouver d'autres sources de revenus compatibles avec leur statut de clandestin.
La majorité des hommes gays d'origine maghrébine ne révèlent pas leur homosexualité à leur entourage ; si certains peuvent se confier à un frère ou une sœur de confiance, le coming-out aux parents est très minoritaire. Ils sont par exemple nombreux à mener une double vie : relation hétérosexuelle la semaine dans la banlieue parisienne où ils vivent, relations homosexuelles dans les lieux gays de la capitale le week-end. Une partie d'entre eux en vient à ne pas se considérer comme homosexuels, identité qu'ils considèrent comme par nature occidentale et incompatible avec leurs identités arabes et/ou amazighs ; ils voient leurs relations sexuelles comme simplement des expériences de jeunesse qui ne remettent pas en cause leur aspiration à fonder une famille hétérosexuelle.
Depuis au moins le début du XXIe siècle, la socialité gay spécifique aux hommes issus de l'immigration, qui s'exprime par des soirées spécifiques, dans des bars ou des lieux de sexualité récréative. Pour les soirées, elles se déroulent soit dans des bars spécialisés, tels que le Saint-Arnaud, soit dans des soirées thématiques de bars gays « généralistes » (soirée « blacks blancs beurs » ou BBB au Folie's Pigalle, soirée orientale au Banana Café, « Breakin' » au Queen ou « StreetLife » au Twin's),. Ces soirées, outre leur aspect festif, revêtent un aspect militant, en permettant de montrer l'existence d'une communauté gay multi-ethnique. Les lieux de sexualité récréative, que sont les saunas gays et les sex clubs, quant à eux, sont plutôt des lieux où les questions identitaires peuvent disparaître grâce à l'anonymat offert, bien qu'il puisse aussi exister une forme de fétichisme des gays blancs envers les hommes d'origine maghrébine, en particulier lors des évènements thématiques. Enfin des rencontres s'organisent aussi via internet que ce soit sur des sites gays généralistes ou ethniquement spécialisés. Plus les hommes considèrent leurs relations sexuelles avec d'autres hommes comme des passades non révélatrices de leurs identités, plus ils fréquenteront les sites internets et lieux de sexualité récréative préférentiellement aux autres lieux de sociabilité gay.
Elle s'accompagne de discours et de prises de positions publiques, par exemple les discours et œuvres de l'écrivain marocain installé en France Abdellah Taïa ou encore de Brahim Naït-Balk ou par une existence associative, en particulier Kelma.

#### Lesbiennes de l'immigration

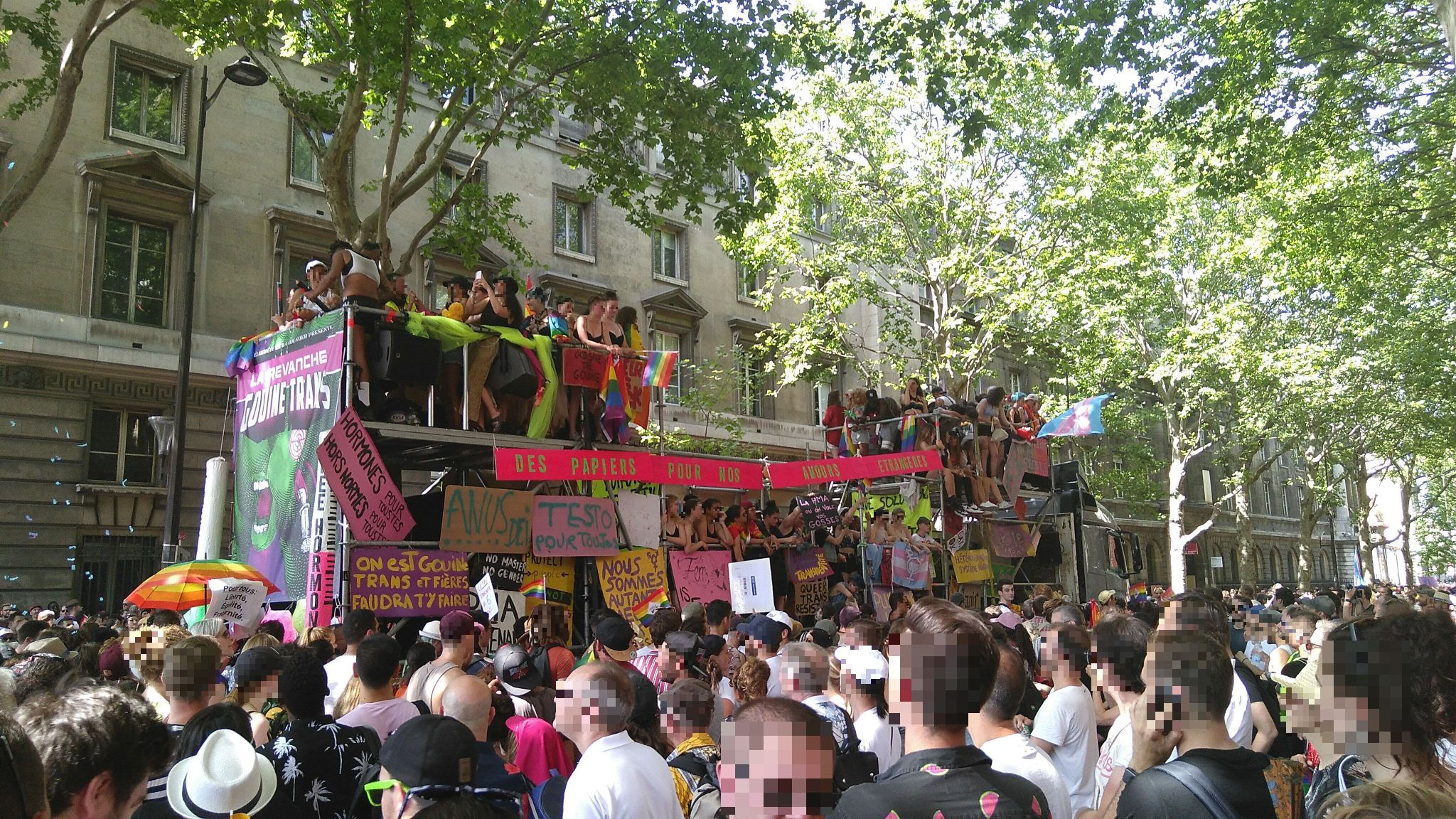
Char portant le slogan des papiers pour nos amours étrangers, à la marche des fiertés 2019 de Paris.

Les lesbiennes qui demandent l'asile et celles qui l'obtiennent n'ont plus accès aux réseaux communautaires de leurs pays d'origine, d'où l'importance de l'accueil qui leur est fait par le collectif Les Lesbiennes dépassent les frontières. Elles risquent au sein des communautés de leur pays d'origine de subir des violences, des chantages, ou encore le risque que leur famille soit avertie du lieu où elles se trouvent.
Pour Faïna Grossman, les couples de lesbiennes ne sont pas considérés comme des couples à part entière par les autorités lors de leur arrivée dans le pays où elles cherchent l'asile. Elles sont notamment séparées à leur arrivée dans leur pays d'accueil. Toujours selon Faïna Grossman, le collectif se doit de soutenir également les lesbiennes migrantes qui font face au racisme, à la misogynie et la lesbophobie quotidienne de la part de certains professionnels de la santé et de l'aide sociale. Le collectif est actif également dans la détection de stéréotypes dans les dossiers de demande d'asile des lesbiennes, lorsqu'elles viennent le solliciter,, les assistantes sociales chargées de la constitution des dossiers n'étant pas toujours elles-mêmes lesbiennes.

## Sociabilité LGBT

### Lieux LGBT

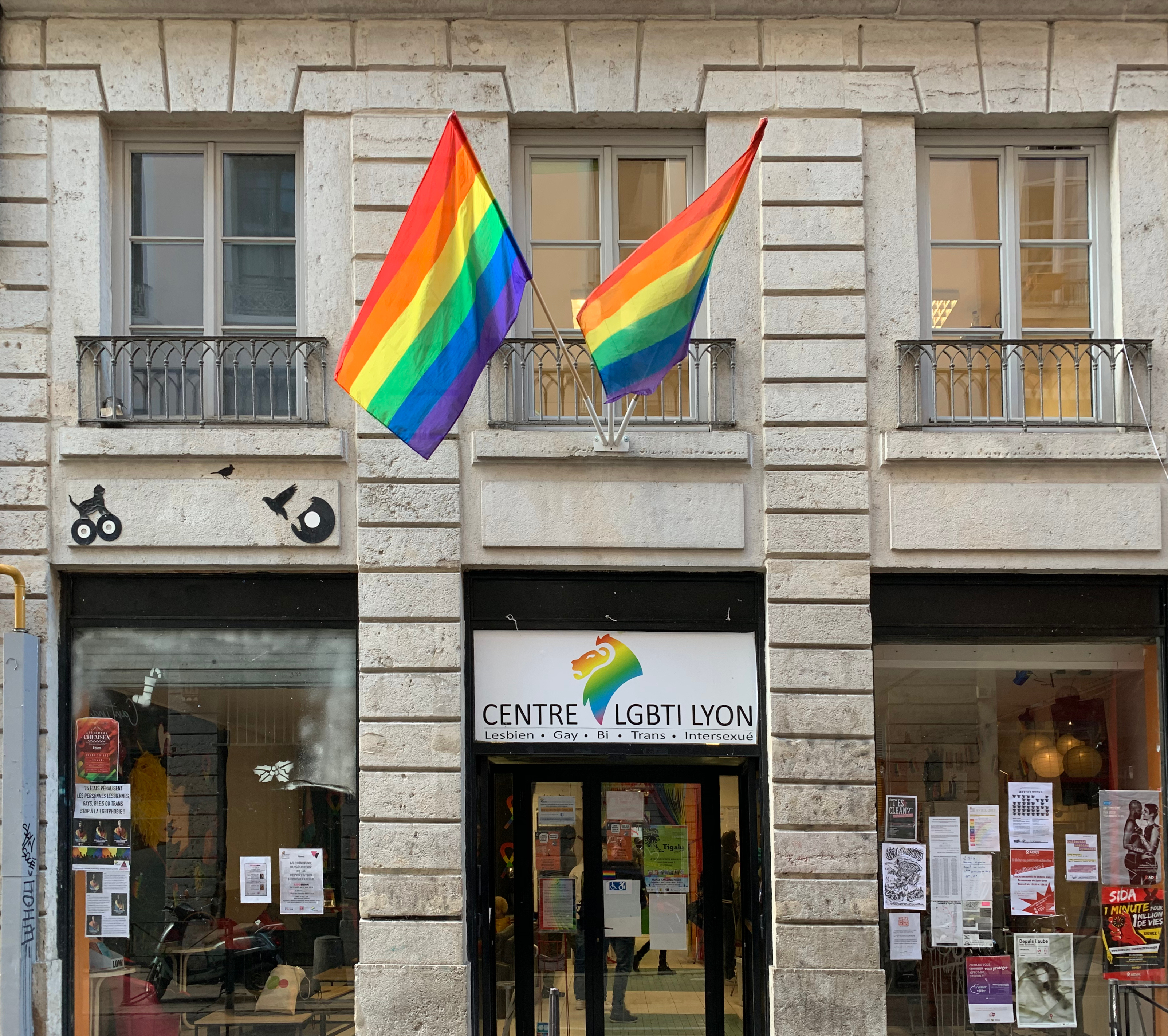
Centre LGBTI de Lyon en 2019.

En France, les lieux LGBT regroupent les lieux associatifs, en particulier les centres LGBT, les lieux de drague dans l'espace public, et les espaces commerciaux : saunas, sex-shops, cabarets, discothèques, bars, restaurants, librairies, points presse, agences de voyages ou lieux de vacances, salons de coiffure, lieux de santé (psychothérapie, mutuelle, médecine alternative, pharmacies), boutiques de vêtements ou de bijoux, clubs sportifs,. Certains sont exclusivement gays (saunas, lieux de drague public), d'autres existent soit sous forme gay, soit sous forme mixte (sex-shop) et d'autres sous forme gay, mixte ou lesbienne (librairies, bars, discothèques) ; ces assignations peuvent aussi varier dans le temps, avec des discothèques mixtes réservant un soir par semaine à des soirées lesbiennes. Enfin, lorsque ces lieux sont suffisamment proches les uns des autres, ils créent un quartier gay, où les couples de même sexe se sentent plus à l'aise pour s'embrasser ou se prendre la main. Le Marais, à Paris, en est l'exemple représentatif. Contrairement à ce qui peut exister dans d'autres pays, en particulier au Canada et aux États-Unis, les quartiers gays français ne sont pas des lieux où vivent et habitent les personnes LGBT mais se définissent par rapport à la présence de lieux commerciaux.
Le concept de « lieu lesbien » a évolué au cours de la seconde moitié du XXe siècle : si historiquement il signifie un lieu en non-mixité lesbienne, c'est-à-dire où les personnes qui le gèrent, y travaillent et le fréquentent sont lesbiennes et/ou des femmes ayant des relations amoureuses avec d'autres femmes, ces lieux deviennent de plus en plus mixtes, s'ouvrant à une clientèle gay.
Les lieux lesbiens et culturels ont du mal à perdurer et à exister, en raison de difficultés à obtenir des prêts bancaires au moment de lancer leur activité et de maintenir assez de clientèle pour être rentable.

### Évènements
Entre 1998 et 2003, dix rassemblements non mixtes sont organisés, sur le modèle du Homoland germanophone, entre hommes homosexuels issus des milieux libertaires. Entre chaque édition de la « Croisière », un fanzine est édité, intitulé BangBang, qui permet aux participants de rester en contact et de continuer à explorer certaines des thématiques abordées lors des rencontres.

## Géographie
La vie LGBT en France n'est pas unifiée mais présente de nombreuses fractures géographiques, selon plusieurs modalités qui se combinent. La première est la différence entre Paris, où se concentre la majeure partie de la culture et la visibilité LGBT, et le reste du territoire. À ceci s'ajoute des différences centre/périphérie, entre les grandes villes, les cités de banlieue, les petites villes, et la ruralité, mais aussi entre la France d'Outre-mer, la Corse et la France hexagonale et, au sein de celles-ci, des sous-découpages socio-géographiques.

### Paris

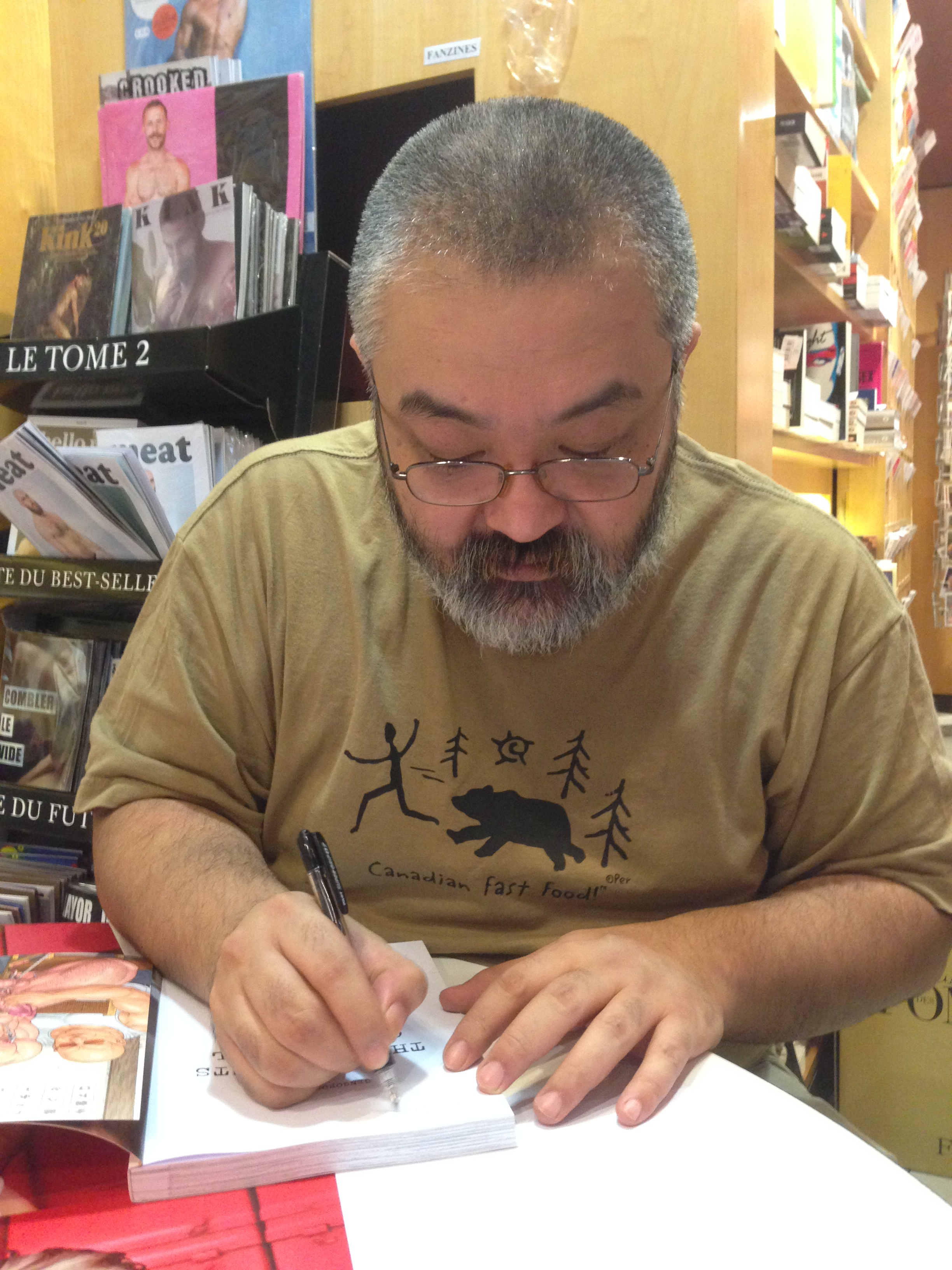
Gengoroh Tagame en dédicace à la librairie parisienne Les Mots à la bouche en 2015. Les lieux LGBT ont souvent des fonctions multiples.

Des établissements « homosexuels » sont recensés à Paris au XVIIIe siècle (surtout des tavernes) mais c'est à la Belle Époque qu'une « visibilité homosexuelle » naît véritablement dans la capitale, conséquence des bouleversements majeurs survenus au cours du XIXe siècle (urbanisation, haussmanisation, industrialisation, migrations plus nombreuses, contestation sociale accrue, développement d'une économie du divertissement, sécularisation de la société et libéralisation des mœurs). De nombreux lieux de sociabilité homosexuelle apparaissent alors (bals, guinguettes, bistrots, bordels, bains de vapeur, etc.), surtout près du palais de la Bourse et du Faubourg-Montmartre, mais aussi à Montparnasse, même si les établissements commerciaux en question ne le sont qu'officieusement. Comme les espaces verts (jardin des Tuileries, jardins des Champs-Élysées, etc.), les urinoirs publics sont par ailleurs un lieu de rendez-vous sexuel prisé et sont l'objet de répression au nom des « bonnes mœurs ». Une centaine d'établissement de prostitution masculine sont signalés à l'époque, notamment dans les 2e et 11e arrondissements. Même si la France de la Troisième République et la législation du pays se distinguent pour leur tolérance par rapport à d'autres pays d'Europe, la stigmatisation sociale dont sont victimes les homosexuels participe de leur volonté de se regrouper au sein de réseaux spécifiques.
Jusqu'aux années 1970-1980, les lieux de rencontre se déplacent autour de la rue Saint-Anne (boîte de nuit Le Sept). À la fin du XXe siècle, Le Marais devient progressivement le quartier gay de la capitale. Pour les lesbiennes, la tendance au début du XXIe siècle est aux soirées ponctuelles, dans des lieux pas forcément lesbiens ni même LGBT, notamment car internet a ouvert la porte à d'autres modalités de rencontres. Les lieux choisis, qu'ils soient ponctuels ou pérennes, se regroupent soit autour du Marais, soit à proximité des nœuds de communication avec la région Île-de-France tels que le quartier des Halles afin d'accueillir une clientèle pas uniquement parisienne mais francilienne.
Au début du XXIe siècle, les lieux LGBT parisiens sont séparés en sous-groupes, suivant le genre, l'âge, le milieu social ou l'appartenance ethnique ; cette mosaïque ne se retrouve pas dans les quartiers gays d'autres grandes villes, telles que Montréal.

### Espaces périphériques
En-dehors des grandes villes hexagonales, la socialisation se fait sur un mode exclusivement hétérosexuel : pour les jeunes LGBT, cela rend l'homosexualité lointaine, à la fois socialement et géographiquement ; celle-ci rentre dans leur quotidien par l'intermédiaire des représentations médiatiques de la marche des fiertés, qui peuvent être source de propos homophobes dans l'environnement familial.

#### Banlieues
Pour César Taillefer, la représentation médiatique des banlieues françaises comme d'un espace infernal à fuir pour les personnes LGBT qui y vivent ne permet pas de rendre compte de la complexité de l'homosociabilité dans ces espaces.
Pour Hanane Ameqrane, fondatrice de Femmes en luttes 93 et de Lady Gaza brise les tabous, les LGBTQI+ de banlieue sont essentiellement confrontés à des enjeux d'autonomie financière et de problèmes d'accès au logement ; en effet, cette autonomie offre la possibilité de se construire hors de la dépendance familiale, rendant envisageable la possibilité d'un coming-out. Elle souligne l'importance de la pride des banlieues qui permet de créer un mouvement politique autonome de ce qui se passe à Paris, où beaucoup de banlieusards ne se sentent pas à leur place, en particulier en raison de différences de classe sociale et de racisme.

#### Ruralité
- Les Gouines battent les campagnes, Gouinement Lundi, 28 septembre 2021
- Entre chiennes et louves, Campus FM, 15 juin 2021
- Queer des villes, queer des champs, queer partout !, Nuit de la radio, mars 2021
- Le Lobby d’été : Les campagnes sont-elles des déserts queers ?, Radio Parleur, 27 juillet 2020

### France hexagonale
Les fondatrices des éditions gaies et lesbiennes notent, au début du XXIe siècle, une fracture en France hexagonale concernant la diffusion de leurs livres en librairie : elles notent ainsi de nombreuses réticences dans les librairies de l'Est de la France, pouvant aller jusqu'au refus de vente, symptôme d'un climat social plus homophobe.
En 2007, Marianne Blidon étudie la répartition des commerces et associations LGBT+ dans les villes françaises et note deux phénomènes. D'abord, le nombre d'habitants : toutes les villes de France hexagonale de plus de 80 000 habitants ont au moins une association LGBT ; de plus, les villes de moins de 200 000 habitants ont en moyenne 2 commerces LGBT, contre 8 pour les villes de 200 000 à 500 000 habitants. Enfin, les villes étudiantes, telles que Tours, Montpellier, Poitiers ou Rennes, ont une vie associative LGBT plus riche.
En Bretagne, la ville de Rennes est particulièrement dynamique concernant la vie LGBTI française : en 2001, elle fait partie des trois villes, avec Toulouse et Paris, à avoir une candidature à ses élections municipales du parti « gay, lesbien et hétéro » Les Mauves, qui obtient 4 % des avis exprimés. Radio Campus Rennes tient au début des années 2000 une émission radiophonique hebdomadaire consacrée aux sujets LGBT. Au début des années 2000, la région Bretagne compte 19 bars, 23 restaurants et 4 saunas identifiés comme gay ou gay friendly.
En région Grand Est, la vie LGBTQI+ à Strasbourg est marquée par la proximité géographique et sociale de la ville avec l'Allemagne : une grande partie de la population queer se rend à Kelh ou à Offenburg pour y trouver saunas et bars gays, rendant plus difficile la pérennisation de lieux LGBTQI+ dans la ville. Ainsi, le dernier bar lesbien de la ville, le So Divine, ferme en 2014, suivi de La Voile rouge et du Monte Carl', ainsi que de l'arrêt des soirées queers du Golden Gate et la baisse de fréquence des évènements LGBTQI+ du So Crazy Club. Toutefois, il existe une vie queer, qu'elle soit militante, sociale ou festive : depuis le début des années 2010 existe La Station, le centre LGBTQI+ de la ville ; début 2022 ouvre le bar Le Canapé queer ; depuis 2017, l'association lesbienne La Nouvelle Lune organise un festival du film lesbien et féministe, le FémiGouin'Fest ; une émission radio, Voix queer, se tient régulièrement sur Radio Bienvenue Strasbourg ; une scène drag spécifique existe, autour de la House of Diamonds. La marche des fiertés de la ville gagne, elle aussi, progressivement du monde, passant de 3 000 personnes, lors de sa première édition en 1997, à 18 000 en 2022 ; cette croissance s'accompagne de débats internes, avec la tenue d'une manifestation en 2019, organisée par le Pink Block et dénonçant sa commercialisation.
En région Occitanie, Toulouse a une position assez unique en France, puisque que c'est la ville du Bagdam Cafée, devenu ensuite Bagdam Espace Lesbien, un lieu associatif lesbien non-mixte situé en centre-ville et installé dans une ancienne chapelle,. Fondée en 1989, Bagdam compte en 1997 400 adhérentes et organise chaque année depuis 1996 le Printemps lesbien, ensemble de manifestations culturelles en partenariat avec les librairies, cinémas, théâtres, cinémathèque et institutions de la ville. Le choix de non-mixité est triple : pour les fondatrices, il permet de se libérer de l'homophobie générale, du machisme des gays, et de la misogynie et de la lesbophobie intériorisée de certaines lesbiennes. La longévité de Badgam n'est pas représentative de l'ensemble des lieux LGBTQI+ : la discothèque mi-hétéro mi-gaie le Shanghai ferme dans les années 2010, suivi peu de temps après du bar LGBT Le Beaucoup et du bar lesbien La Luna Loca en 2016. D'autres lieux ouvrent, tels que le G-Boy, le Limelight, le bar bear Bear's Bar, le lieu lesbien La Gougnotte ou la librairie féministe et lesbienne Au Bonheur des dames. La scène drag toulousaine se produit à la fois dans les soirées LGBT et hétéros, et parvient, en 2022, à avoir des queens vivant du drag. Outre les lieux commerciaux, Toulouse compte une soixantaine d'associations organisatrices de la marche des fiertés, soit autant que pour la marche parisienne. Parmi elles, Act-Up Sud Ouest, qui effectue un travail de prévention sur la santé communauté, mais aussi des associations sportives, telles que Too Win, un club mixte de rugby LGBT+.

### Outre-mer

#### Guyane
En Guyane, l'association LGBT Kaz'Avenir témoigne de trois difficultés spécifiques : d'abord, une absence de visibilité de la communauté LGBT ; ensuite, une très forte présente de thérapies de conversions promues par les églises évangélistes et, enfin, un rejet des jeunes LGBT par leurs familles, qui se retrouvent à l'adolescence sans ressources.
La société Boni condamne l'homosexualité selon deux modalités : d'abord, comme d'une violation des rôles de genre entre femmes et hommes, mais aussi comme un risque posé à la communauté car empêchant la procréation et dont il faut guérir les personnes par la prière. Pour les Boni, l'homosexualité est extérieure à leur culture, les personnes qui ont des relations homosexuelles ont donc été perverties par « la ville ». Une tolérance existe cependant pour les relations entre enfants de moins de 10 ans, car vues comme une découverte naturelle du corps.
La Guyane est aussi une terre d'accueil de réfugiés LGBT fuyant des pays aux lois homophobes ou transphobes : Haïti, République dominicaine, Suriname, Guyana, Grenade ou Brésil. Ces réfugiés subissent une triple peine : comme les autres réfugiés en France, ils ne reçoivent pas d'argent, mais une allocation aux demandeurs d'asile, qui ne permet que des achats alimentaires, et donc pas de dépense légale pour leurs logements ; si la pénurie de logements d'hébergements d'urgence existe sur tout le territoire français, elle est encore plus criante en Guyane, où il n'existe aucun hébergement d'État, mais uniquement des services de la Croix-Rouge extrêmement sous-dimensionnés ; enfin, en tant que LGBT+, ils subissent une discrimination de la part de leur propre diaspora, et ne peuvent ainsi bénéficier de la solidarité communautaire pour trouver où se loger. Ils se retrouvent ainsi à la merci des marchands de sommeil, et la grande majorité d'entre eux doit se prostituer pour pouvoir avoir un logement.

#### Mayotte
Il n'existe pas de communauté LGBT structurée à Mayotte, ni d'association ou de lieu dédié. La sociabilité se limite essentiellement aux rencontres s'organisant par un site internet dédié ou aux soirées organisées par des métropolitains en vacances. Moncef Mouhoudhoire, directeur de l'association de santé sexuelle Nariké M’sada, qui vient notamment en aide aux personnes atteintes du VIH, avance que de nombreux hommes homosexuels se créent une façade hétérosexuelle en se mariant avec une femme avec laquelle ils ont des enfants pour satisfaire le groupe tout en ayant un compagnon à côté. Les femmes lesbiennes ou bisexuelles aussi se cachent, la sexualité, en particulier féminine, étant limitée par une injonction à la pudeur.
De nombreux mariages homosexuels ont lieu à Mayotte depuis la promulgation de la loi pour le mariage pour tous en France ; toutefois, le premier, le 27 septembre 2013 à Mamoudzou, est décalé pour éviter les débordements homophobes, ce qui n'empêche pas des passants de marquer leur désapprobation. Il faut attendre le 28 mars 2015 pour un mariage entre deux Mahorais, les précédents impliquant systématiquement un métropolitain et/ou une personne étrangère. En effet, la société mahoraise tolère beaucoup plus l'homosexualité quand elle vient de personnes blanches que de Comoriens. En 2022, la mairie de Kani-Kéli empêche le mariage de deux hommes, prétextant à répétition des indisponibilités ; le couple porte plainte.
La pauvreté et la clandestinité pousse des jeunes hommes, souvent comoriens en situation irrégulière, à des formes de travail du sexe auprès d'autres hommes plus âgés.
La tradition du travestissement est pourtant ancrée, avec la présence très fréquente d'hommes travestis en femmes lors des mariages religieux.
L'homophobie est présente, en raison notamment de la condamnation de l'homosexualité par l'islam, que ce soit les prêtres musulmans ou l'école coranique, et conduit à des agressions violentes ou à l'expulsion de jeunes gens de leurs familles,.

#### Polynésie française
En Polynésie française, la loi autorisant le mariage aux couples de même sexe est entrée en vigueur en même temps qu'en France hexagonale, le 17 mai 2013. Le premier mariage homosexuel a été célébré à Moorea en juillet 2013. L'une des Églises locales, la Communauté du Christ, a décidé en 2023 d'étendre le sacrement des mariages aux mariages homosexuels. La Polynésie française est ainsi l'un des territoires les plus tolérants sur les questions LGBT au sein du Pacifique, où de nombreux États criminalisent l'homosexualité. Elle doit ainsi accueillir en 2026 la 4e Conférence des droits de l'homme du Pacifique sur l'orientation sexuelle, l'identité et l'expression de genre et les caractéristiques sexuelles. Cependant, la loi à l'origine du PACS en France n'a jamais été appliquée en Polynésie et la société polynésienne était majoritairement opposée au mariage pour tous lors de son adoption, en raison à la fois du poids de la religion chrétienne et des spécificités culturelles locales.
Avant l'arrivée des missionnaires chrétiens dans les îles de la Polynésie à la fin du XVIIIe siècle, l'homosexualité fait partie de la société et les personnes homosexuelles ne sont pas discriminées. La société traditionnelle reconnaît également des identités proches de la transidentité comme les Raerae et les Mahu. Les missionnaires christianisent la société, les premiers codes polynésiens interdisent l'homosexualité et introduisent un système de relations familiales et sociales qui respecte les préceptes chrétiens. Aujourd'hui, les personnes LGBT dénoncent les violences et le rejet dont elles sont victimes. Ainsi, l'association Cousins Cousines, principale association LGBT de Polynésie, accompagne des personnes qui portent plainte pour agression homophobe et travaille depuis 2021 à la création d'hébergements et centres d'urgence pour les personnes LGBT mises à la rue en raison de leur orientation sexuelle ou de leur identité de genre, étant donné qu'aucune structure n'existait auparavant. L'association, fondée en 2007, lutte plus globalement contre les discriminations homophobes et transphobes et souhaite développer les interventions scolaires, créer un numéro vert pour les personnes LGBT en souffrance et rendre la PMA accessible aux personnes LGBT en Polynésie. Cousins Cousines organise également depuis 2023 la Tahiti Pride Week, semaine des fiertés qui proposait dans son édition 2024 une marche à Papeete mais aussi des stands d'information, des lectures, films, concerts et spectacles de drag queens. Karel Luciani, président de l'association, déplore le manque de moyens du festival mais reconnaît en 2024 une évolution de la société vers plus d'acceptation des personnes LGBT.
Le gouvernement Moetai Brotherson, nommé en 2023, a pris position en faveur de la communauté LGBT. Le 17 mai 2023, la présidence et la vice-présidence de la Polynésie ont pour la première fois arboré un drapeau arc-en-ciel afin de montrer leur « profond soutien à une communauté souvent victime de harcèlements, de violences, et de critiques ». Parmi d'autres mesures, la vice-présidente réfléchit à la prise en charge des frais liés aux transitions hormonales ou à la PrEP, comme c'est le cas en métropole. Elle a également organisé en novembre 2023 un colloque autour des questions LGBT,.

## Médias

### Presse papier et en ligne
Pendant longtemps, la presse imprimée gay et lesbienne, puis LGBT+ française, a une image sulfureuse, teintée d'interdit : ainsi, Thomas Dupuy témoigne d'avoir longtemps vu, chez sa marchande de journaux, le magazine Gay Pied suspendu au plafond et accroché par une pince à linge, ceci afin d'empêcher des enfants d'y accéder. De la même manière, alors qu'il a enfin l'âge et l'indépendance nécessaire pour acheter le magazine, il se rend le plus loin possible de chez lui, pour ensuite le cacher dans un quotidien.

#### Presse lesbienne
La presse lesbienne a beaucoup d'importance pour la communauté lesbienne française : en 1986, une enquête Mouvement d'information et d'expression lesbienne (MIEL) met en évidence que plus de 90 % des lesbiennes de France souhaitent être connectées à la communauté lesbienne via la presse, afin d'en connaître l'actualité et de confronter son vécu avec celui d'autres lesbiennes.
Si la presse lesbienne est d'abord confondue avec la presse féministe au début des années 1970, notamment dans Le Torchon brûle, la place des lesbiennes y diminue progressivement, au point de devenir anecdotique.
Au tournant des années 1980, la presse lesbienne française prend son autonomie de la presse féministe d'une part et de la presse homosexuelle mixte d'autre part : cette double indépendance, marquée par le départ, en 1979, de fondatrices et collaboratrices de Masques, revue des homosexualités en raison de l'invisibilisation des points de vue lesbiens, puis par la fin de Questions féministes en raison du conflit entre le féminisme d'alors et le lesbianisme politique sur la place de l'hétérosexualité dans l'oppression des femmes en 1980, témoigne de l'émergence d'un point de vue spécifiquement lesbien en France.

#### Presse gaie
La plus ancienne revue homosexuelle française est Akademos, fondée en 1909 à Paris. Elle est suivie par Inversions, créée en 1924. Il faut ensuite attendre après la fin de la Seconde Guerre mondiale pour revoir une presse homosexuelle masculine, d'abord en 1952 avec la revue Futur 1952 puis avec Arcadie en 1954 ; celle-ci durera jusqu'en 1982 et devient ainsi emblématique des années 1950 à 1970 en France. Malgré la disparition d'Arcadie, le tournant des 1980 est riche de créations avec l'arrivée de Gai Pied et de Masques, revue des homosexualités en 1979, Magazine en 1980 et Gaie France en 1983. La vague suivante de création de revues est le milieu des années 1990, avec Le Gay Pavois créé en 1993, La Revue h en 1996 et surtout Têtu en 1995, qui deviendra le magazine gay et LGBT de référence en France. Enfin, Pref mag voit le jour en 2004.

### Radio et podcasts
Télérama rapporte le lien privilégié entre le format podcast, où peut s'épanouir la « parole intime », et les minorités sexuelles et de genre ; outre les podcasts LGBTI+ indépendants (Gouinement Lundi, La Fièvre, Quouïr), des médias généralistes (Intérieur Queer chez France Inter, France Culture, Slate, Arte) donnent la parole pour un ou plusieurs épisodes aux minorités sexuelles et de genre en France,. Ces podcasts partagent récits de vie (coming in, homoparentalité, vieillissement), politique et histoire LGBTI+.

### Télévision
Le 21 janvier 1975, Les Dossiers de l'écran organisent le premier débat de l'histoire de la télévision française consacré à l'homosexualité. Y sont invités des écrivains ne cachant pas leur orientation (Roger Peyrefitte, Yves Navarre et Jean-Louis Bory), deux médecins, un prêtre, et le député Paul Mirguet, à l'origine d'un amendement classant l'homosexualité comme « fléau ». Pour le chercheur Mathias Quéré, « c'est la première fois que l'homosexualité est montrée à une heure de grande écoute avec un visage honorable ». 19 millions de téléspectateurs regardent l'émission.

## Culture

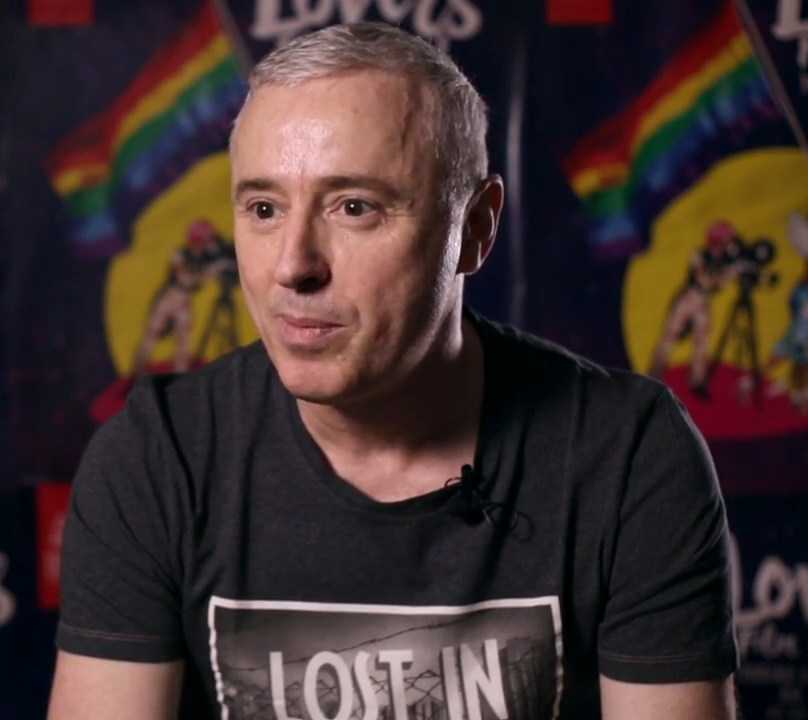
Robin Campillo, réalisateur de 120 battements par minute, Queer Palm 2017.

Comme pour la culture LGBT en général, la culture LGBT en France recouvre trois délimitations qui peuvent se superposer, à savoir : l'ensemble des pratiques culturelles des personnes LGBT en France, la manière dont les personnes LGBTI de France parlent de leur homosexualité, leur bisexualité, leur transidentité ou leur intersexuation dans l'art et, enfin, la manière dont ces sujets sont abordés par la culture française cis, dyadique et hétérosexuelle, et notamment comment elle négocie leur visibilité.
Si les artistes LGBT utilisent sous-entendus et codes pour échapper à la censure, le XXe siècle et le XXIe siècle s'accompagne d'une visibilité et d'une reconnaissance croissante de leurs productions, que ce soit dans le domaine de la littérature, y compris jeunesse, le cinéma ou la musique.
Cette visibilité se retrouve aussi dans leurs autres productions, où les personnages LGBT sortent peu à peu de rôles caricaturaux.

## Militantisme
La constitution d'un mouvement LGBT en France, c'est-à-dire la constitution d'organisations visant à améliorer les conditions de vie des personnes LGBT et notamment leurs droits, apparaît dans les années 1970. Celui-ci est organisé en de multiples associations et organisations informelles, dont les deux principales fédérations sont l'inter-LGBT et la fédération LGBTI+. Son point d'orgue est le mois des marches des fiertés, mais de nombreuses autres actions existent, comme l'ExisTransInter ou les rassemblements en mémoire des personnes victimes de violences homophobes et transphobes.

## Conditions de vie

### Droits

#### Historique

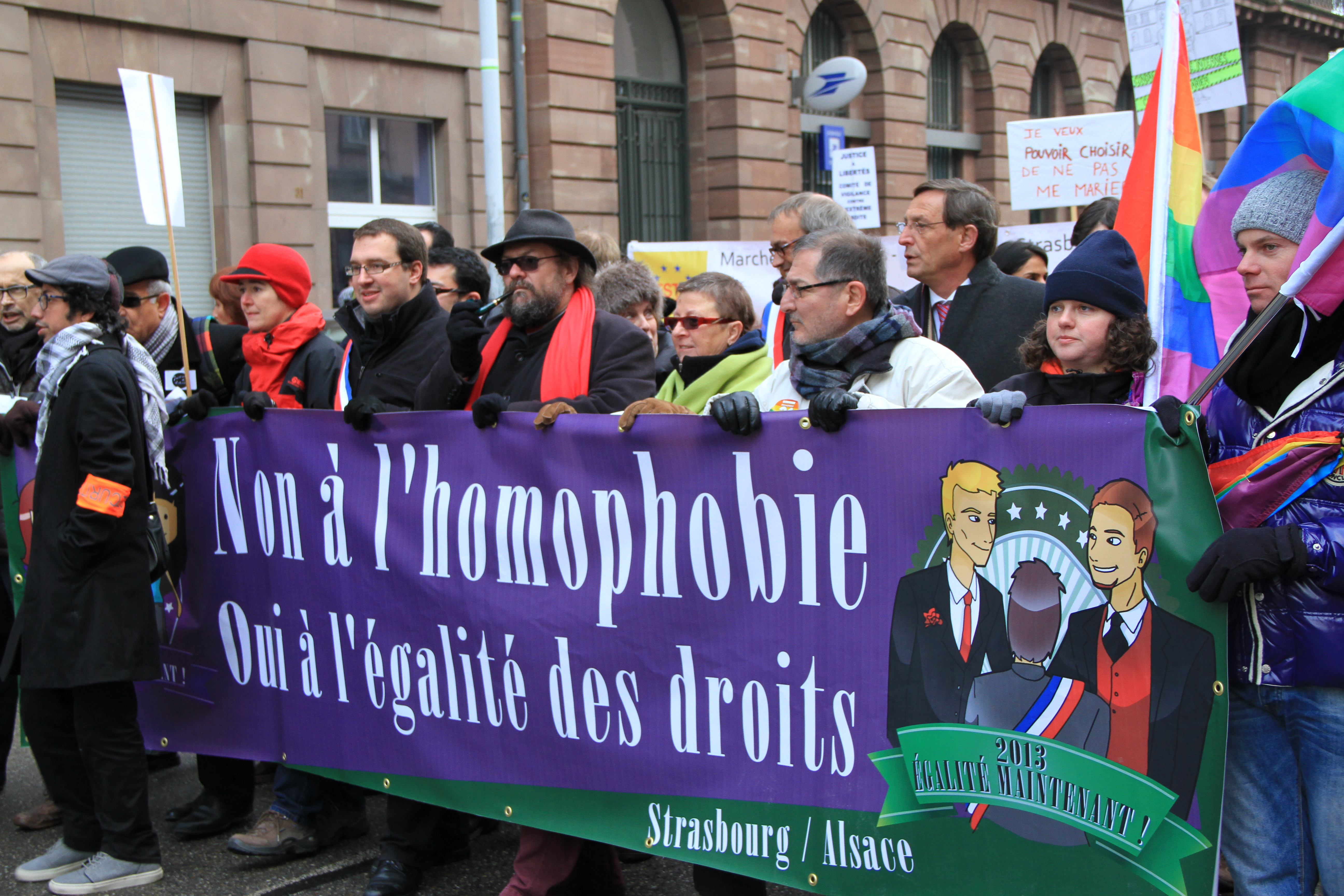
Manifestation pour le mariage des couples de même sexe, Strasbourg, 2013.

La Révolution française décriminalise les relations homosexuelles dès 1791. Toutefois les homosexuels et les travestis sont soumis à un harcèlement policier en raison des lois sur l'exhibition sexuelle et l'atteinte sexuelle sur mineur (respectivement alors appelés outrage public à la pudeur et attentat à la pudeur). En 1942, le régime de Vichy introduit pour la première fois différentes majorités sexuelles pour les relations hétérosexuelles et homosexuelles. Cette législation discriminante reste en vigueur jusqu'en 1982, supprimée par le président socialiste François Mitterrand.
Une protection contre les discriminations en raison de l'orientation sexuelle est introduite dans la loi en 1985 et les insultes homophobes sont pénalisées depuis 2004. Les couples de même sexe sont reconnus par le concubinage et l'adoption du Pacte civil de solidarité en 1999. Depuis 2010, la transidentité n'est plus considérée comme une maladie mentale.
Le mariage des couples de même sexe et l'adoption par ces couples sont définitivement adoptés par le parlement le 23 avril 2013 et promulgués au Journal officiel de la République française le 17 mai 2013.

#### Situation en dans les années 2020
Le rapport de 2020 de l'ILGA-Europe classe la France 13e parmi 49 pays européens en termes de droits et libertés des personnes LGBT, et 12e en 2024.
Concernant la protection légale de l'orientation sexuelle et de l'identité de genre, la France reconnaît un principe de non-discrimination dans l'emploi, la vente de biens et services, l'éducation et la santé, mais ne l'inscrit pas dans la constitution, n'interdit pas les thérapies de conversion et n'a pas de plan d'action visant à aboutir à l'égalité. Il n'y a d'ailleurs pas d'organisme gouvernemental voué à la non-discrimination des personnes trans, alors qu'il existe pour les personnes LGB, et la réglementation concernant le don de sang continue d'être discriminatoire.
Pour la famille, si le mariage entre personnes du même sexe et l'adoption est reconnue, la reconnaissance de co-parentalité n'est pas automatique, la procréation médicalement assistée n'est ouverte ni aux couples de femmes, ni aux femmes seules, et la parentalité trans n'est pas reconnue.
Si la France interdit les discours de haine et la violence physique en raison de l'orientation et l'identité de genre, elle ne donne pas la même protection aux personnes intersexes. S'il existe un parcours administratif de transition qui ne requiert pas de diagnostic médical, n'oblige pas à des interventions médicales, une stérilisation ou un divorce préalable, celui-ci continue d'être pathologisé plutôt que d'être basé sur l'autodétermination et comporte, sauf pour la procédure de changement des noms, des restrictions basées sur l'âge.
Enfin, le droit d'asile prend en compte l'orientation sexuelle du demandeur comme justification de protection, mais ni l'intersexuation, ni la transidentité, ; cette prise en compte de l'orientation sexuelle n'empêche pas le déroulement de raids policiers visant spécifiquement les demandeurs d'asile, y compris LGBT.

### Perception sociale
Il existe des représentations sociales de l'acceptation de l'homosexualité, qui ne correspondent pas forcément à une réalité : ainsi, les classes sociales à capital culturel et économique élevé de Paris se voient comme acceptantes de l'homosexualité et considèrent que leur gay-friendlyness est une valeur de classe, que les quartiers qu'ils habitent sont sûrs pour les gays, lesbiennes et personnes bisexuelles tandis que les autres, ceux habités par des personnes pauvres et racisées, sont forcément des espaces homophobes.

### Discriminations

#### Lesbophobie
En 2014, l'association SOS Homophobie publie une étude spécifique sur la lesbophobie. La forme la plus fréquente est l'agression dans l'espace public, du fait essentiellement d'hommes de moins de 35 ans inconnus des lesbiennes se déplaçant en groupe, qui prend essentiellement la forme d'insultes ou de moquerie et est parfois accompagnée de violence physique ou sexuelle. Ces agressions dans la rue visent les couples de femmes, en particulier dans les grandes villes, ce qui amène parfois les lesbiennes et bisexuelles à éviter certains lieux ou les marques d'affection à leurs compagnes dans l'espace public.
La lesbophobie dans le cercle familial est la seconde la plus fréquente et affecte particulièrement les lesbiennes et bisexuelles jeunes. Les agresseurs sont essentiellement les parents et beaux-parents, en majorité les mères et belles-mères, parfois les frères et sœurs ou la famille éloignée. Ce type d'agression est celui qui a le plus de conséquences : rupture des liens avec les proches, difficulté à suivre ses études ou à vivre son lesbianisme, épisodes dépressifs, angoisse, repli sur soi ou sentiment de culpabilité.
La lesbophobie au travail touche plus particulièrement les lesbiennes, surtout les jeunes actives avec enfant ; elle a des conséquences négatives sur la carrière pouvant aller jusqu'à la perte d'emploi. Les agresseurs sont essentiellement les collègues et supérieurs hiérarchiques agissant en groupe.
Les autres lieux d'expression de la lesbophobie en France sont, par ordre décroissant de fréquence, le milieu scolaire, majoritairement de la part d'élèves mais aussi de personnel pédagogique, de l'entourage amical (avec qui les liens sont souvent rompus ensuite), de lieux de commerces et services, du voisinage, de personnel de santé, particulièrement de gynécologues et du milieu hospitalier, les services publics en particulier la Sécurité sociale avec qui l'affiliation de familles lesboparentales est complexe, des discriminations en justice notamment concernant la garde d'enfants, la police et la gendarmerie avec des refus de plainte, et/ou du caractère lesbophobe, et le sport. C'est d'ailleurs en 2021 qu'un tribunal français reconnaît pour la première fois la lesbophobie comme circonstance aggravante d'un viol.
Enfin, les propos dans les médias, en particulier des opposants à l'ouverture au mariage pour tous, sont aussi vécus comme une agression et provoque des difficultés à assumer son lesbianisme.

#### Racisme

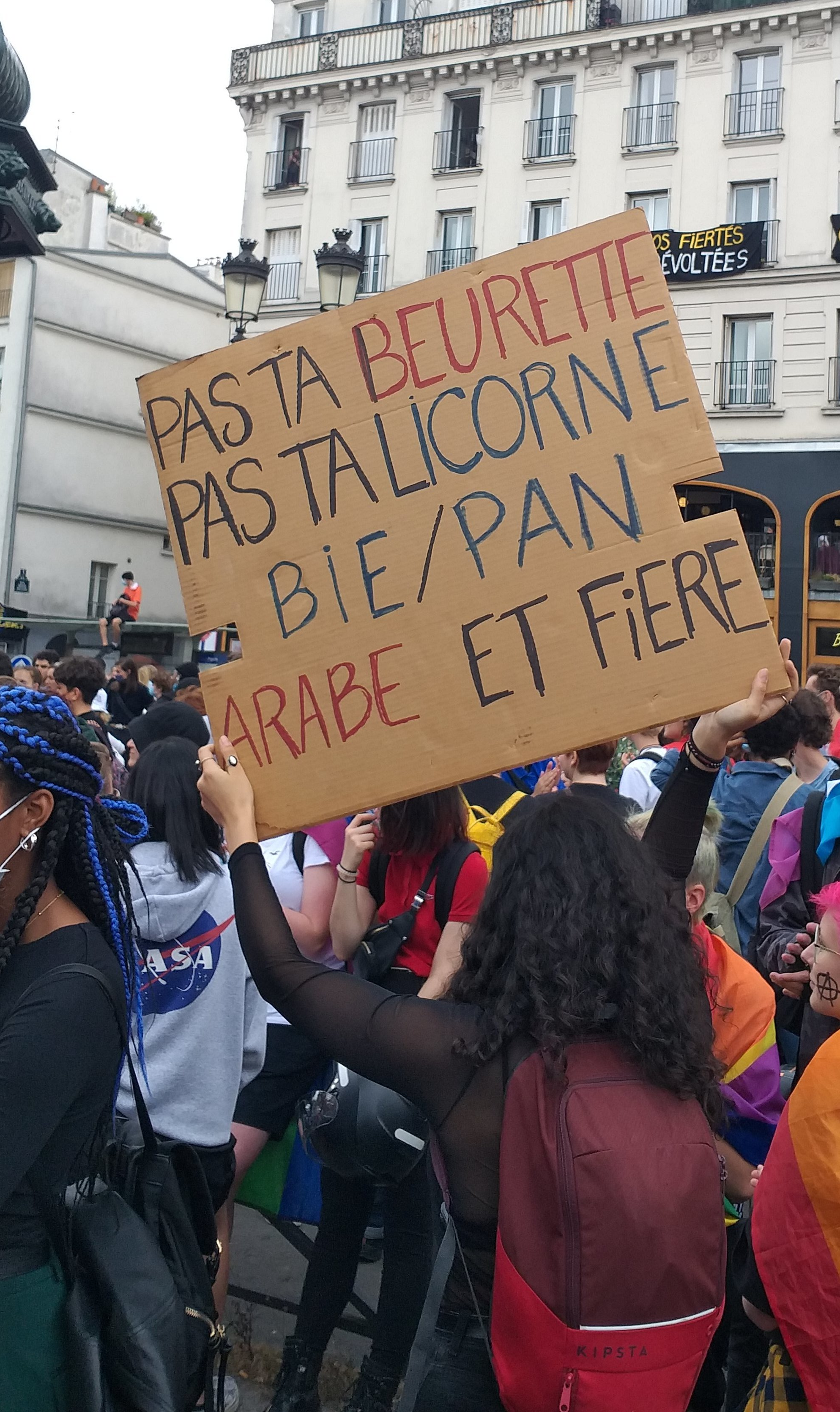
Pancarte Pas ta beurette, pas ta licorne, bie/pan, arabe et fière à la marche des fiertés 2020 de Paris.

Les lesbiennes et bisexuelles d'origine maghrébine en France subissent un double préjugé paradoxal : elles sont vues comme à la fois « s'adonnant naturellement aux plaisirs entre femmes » par orientalisme, mais aussi comme plus facilement soumises et violentées par les hommes de leur communauté.
De nombreuses lesbiennes témoignent au XXIe siècle de mécaniques racistes dans les organisations militantes LGBT françaises : fétichisation des cheveux des femmes noires, manque d'écoute des personnes noires, arabes ou asiatiques, marginalisation des problématiques que ne subissent pas les LGBT blancs, telles que les politiques sécuritaires ou migratoires, ou au contraire sur-valorisation de parcours blancs dans la manière d'aborder des questions tels que le coming out, ou présupposé que les personnes non-blanches sont par nature hostiles aux personnes LGBT ou à leur causes.
Cet état de fait conduit à la création de groupes autonomes, qui combinent lutte contre le racisme et les LGBT-phobies, tels que les Lesbiennes of color. Ces dernières refusent de participer aux marches des fiertés parisiennes, les trouvant « trop centrées sur des préoccupations gays et blanches » et préfèrent organiser des actions autonomes.

### Lutte contre les LGBTIphobies

#### Milieu scolaire

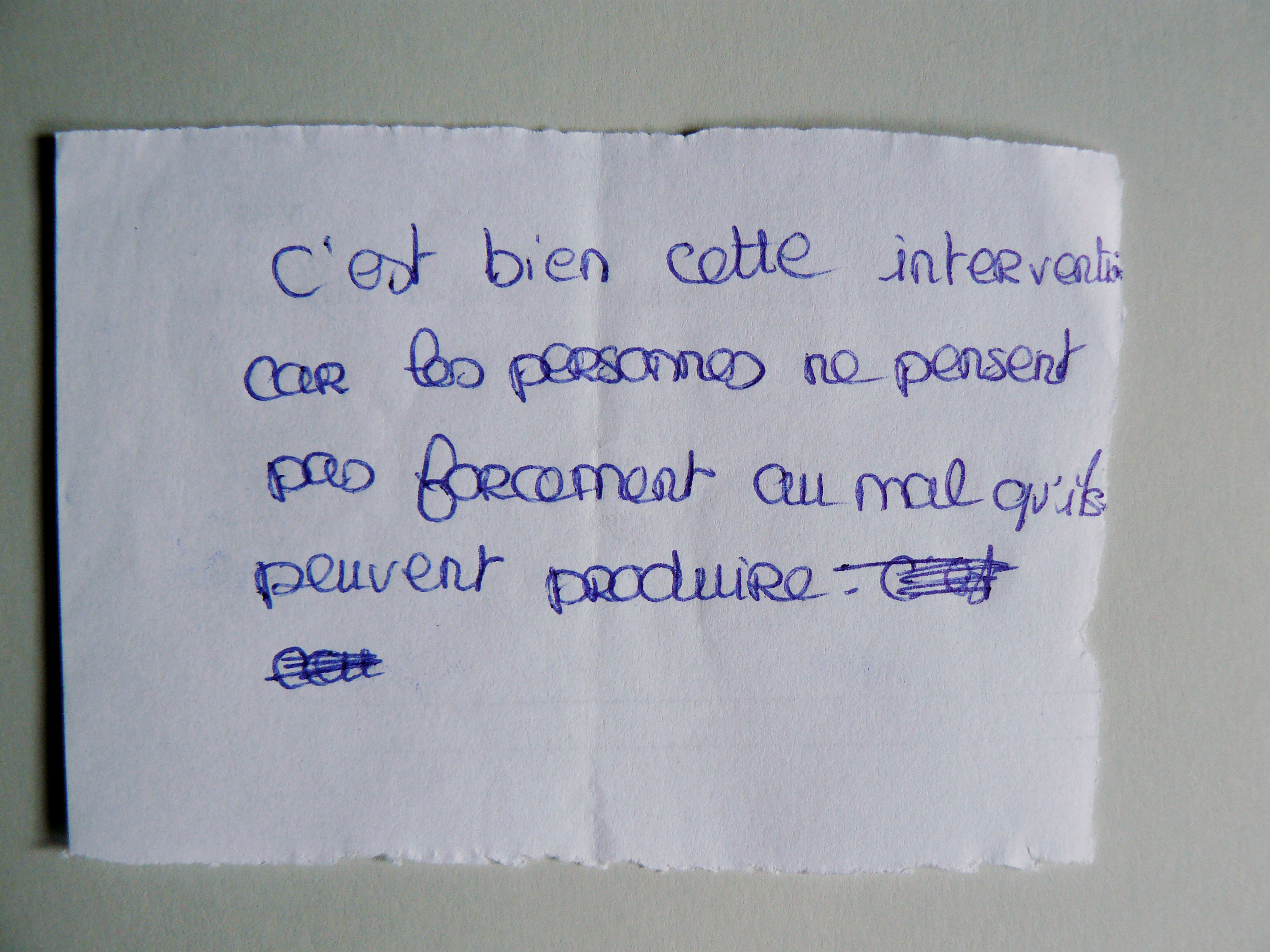
Message anonyme d'un ou une élève de collège à la suite d'une intervention de SOS homophobie en classe, en 2014.

La lutte contre l'homophobie et la transphobie est inscrite dans les programmes scolaires et les interventions d'associations LGBT en milieux scolaires sont soutenues par l'État, via des agréments et un soutien financier (service civique, subventions directes). Mais celles-ci, notamment SOS Homophobie, sont débordées : par manque de moyens, les interventions sont réalisées par des bénévoles, et sont prévues une année en avance en raison du manque de disponibilités.
Si le gouvernement Castex annonce en 2020 un grand plan de lutte contre la haine anti-LGBTI+ en milieu scolaire, Mediapart révèle fin 2021 que celui-ci n'est que partiellement appliqué : chaque académie devait se doter d'un observatoire de la haine LGBT+, mais elles ne sont alors que cinq sur trente à l'avoir effectivement fait.
En septembre 2021 est publiée une circulaire visant à lutter contre la transphobie que peuvent subir des élèves ; mais les interventions spécialisées en milieu scolaire sont rares, en l'absence d'agrément national à des associations trans.

## Marché LGBT

### Touristes étrangers
En 2019, Jean-Pierre Leclerc publie une tribune dans TourMag déplorant le peu de travail réalisé par l'industrie du tourisme pour attirer les touristes LGBTQIA* en France : il y déplore notamment le faible nombre d'évènements touristiques LGBT en France, qui se limitent à Queernaval à Nice et l'European Snow Pride à Tignes, la communication visuelle mettant uniquement en scène des couples hétérosexuels, le manque d'intervention du personnel touristique en cas d'agression ou de remarque homophobe entre voyageurs, ainsi que l'absence d'espace réservé aux personnes LGBT+ dans les salons de professionnels du tourisme.

## Production et transmission de connaissances

### Programmes scolaires
En 2012, la ministre de l'Éducation nationale Najat Vallaud-Belkacem propose que l'homosexualité des personnalités historiques étudiées en cours soit explicitement mentionnée dans les manuels scolaires, suscitant de vives critiques de l'UMP.
Un plan national d'action inter-ministériel 2020-2023, datant du gouvernement Castex, prévoit que les manuels scolaires mettent en avant la diversité des orientations sexuelles et des identités de genre. Malgré cela, à cause de la pauvreté des ressources concrètes proposées par les académies et le ministère, les professeurs montent leurs propres ressources pédagogiques, telles que Queer Education.

### Université

#### En France
Les études gaies et lesbiennes sont, jusqu'à la toute fin du second millénaire, très peu actives en France. Leur première structuration date de 1986, année où Rommel Mendès-Leite et Brigitte Lhomond fondent le groupe de recherche et d'étude sur l'homosexualité. Ce sont les politisations et médiatisations successives, d'abord autour de l'épidémie de sida à la fin des années 1980, puis de l'union civile et du PACS dans les années 1990, et enfin du mariage entre personnes de même sexe dans les années 2000 et 2010, qui ont alimenté une plus grande visibilité sociale de l'homosexualité et, par là, des recherches en sciences sociales sur le sujet. Malgré cela, les études gaies et lesbiennes restent marginalisées en France : le chercheur Daniel Welter-Lang témoigne ainsi en 1994 : « Ainsi, quand nous avons, [...] Pierre Dutey et moi, annoncé ce thème [l'homophobie] la réaction de plusieurs collègues fut des plus claires : "Attention, c'est mauvais pour la carrière !" ». Françoise Gaspard et Didier Eribon créent, à la fin des années 1990, le premier séminaire sur les études gaies et lesbiennes en France, tandis que la revue Genre, sexualité et société est fondée en 2009.
Toutefois, les études gaies et lesbiennes ne sont pas un champ universitaire autonome en France : celles-ci sont incluses dans les études de genre. Ainsi les questions LBGTI ne sont pas spécifiquement enseignées à l'université, mais plus ou moins incluses dans les parcours de master d'études de genre : les études gaies et lesbiennes sont optionnelles dans tous les masters d'études de genre de l'université Lumière Lyon 2,,, de l'université Panthéon-Sorbonne ou de l'université Paris 8. La chercheuse Jeanne Robineau pointe qu'il s'agit d'un effet de la hiérarchie des objets d'étude, les sujets LGBTI+ se retrouvant moins « nobles » que d'autres.

#### Dans le reste du monde
La création d'un groupe unifié de chercheurs travaillant à la fois sur les études gaies et lesbiennes et l'histoire française vient du travail de Rommel Mendès-Leite, Brigitte Lhomond, Pierre-Olivier de Busscher, Jean-Manuel de Queiroz, qui organisent au début des années 1990 des séminaires à l'université Paris V. Ce travail aboutit à la publication de l'ouvrage collectif Gay Studies from the French Cultures en 1993.

### Production théorique

#### French Theory
Aux États-Unis, la production théorique des différents intellectuels Simone de Beauvoir, Monique Wittig, Julia Kristeva, Luce Irigaray, Guy Hocquenghem, Michel Foucault, Gilles Deleuze et Félix Guattari, mais aussi de Jacques Derrida et Jacques Lacan, est regroupée sous le nom de French Theory. Ce regroupement s'accompagne d'une lecture de leurs écrits comme relevant du post-structuralisme et du postmodernisme.
En particulier, Judith Butler, principale penseuse de la théorie queer, cite Simone de Beauvoir pour sa conception du genre comme performance et Monique Wittig pour son analyse de l'hétéronormativité. La Volonté de savoir de Foucault eut aussi une répercussion à la fois politique et universitaire, en sortant l'homosexualité d'une conception essentialiste pour l'historiser et la politiser, la reliant au concept d'identité de genre et aux processus de normalisation sociale.
Si la French Theory est reconnue comme fondamentale aux États-Unis, Monique Wittig y ayant par exemple pu obtenir un poste universitaire, ce n'est pas autant le cas en France ; Monique Wittig est donc ainsi paradoxalement d'abord publiée aux États-Unis avant de voir ses ouvrages publiés en France des années plus tard.

#### Approches théoriques
La recherche de Rommel Mendès-Leite a permis de définir une approche originale aux études gaies et lesbiennes, en particulier en ce qui relève de l'homosexualité masculine : il utilise les outils théoriques de l'anthropologie, afin d'interroger les constructions sociales des lieux de sociabilité, en particulier sexuels.

### Archives

#### En collections publiques

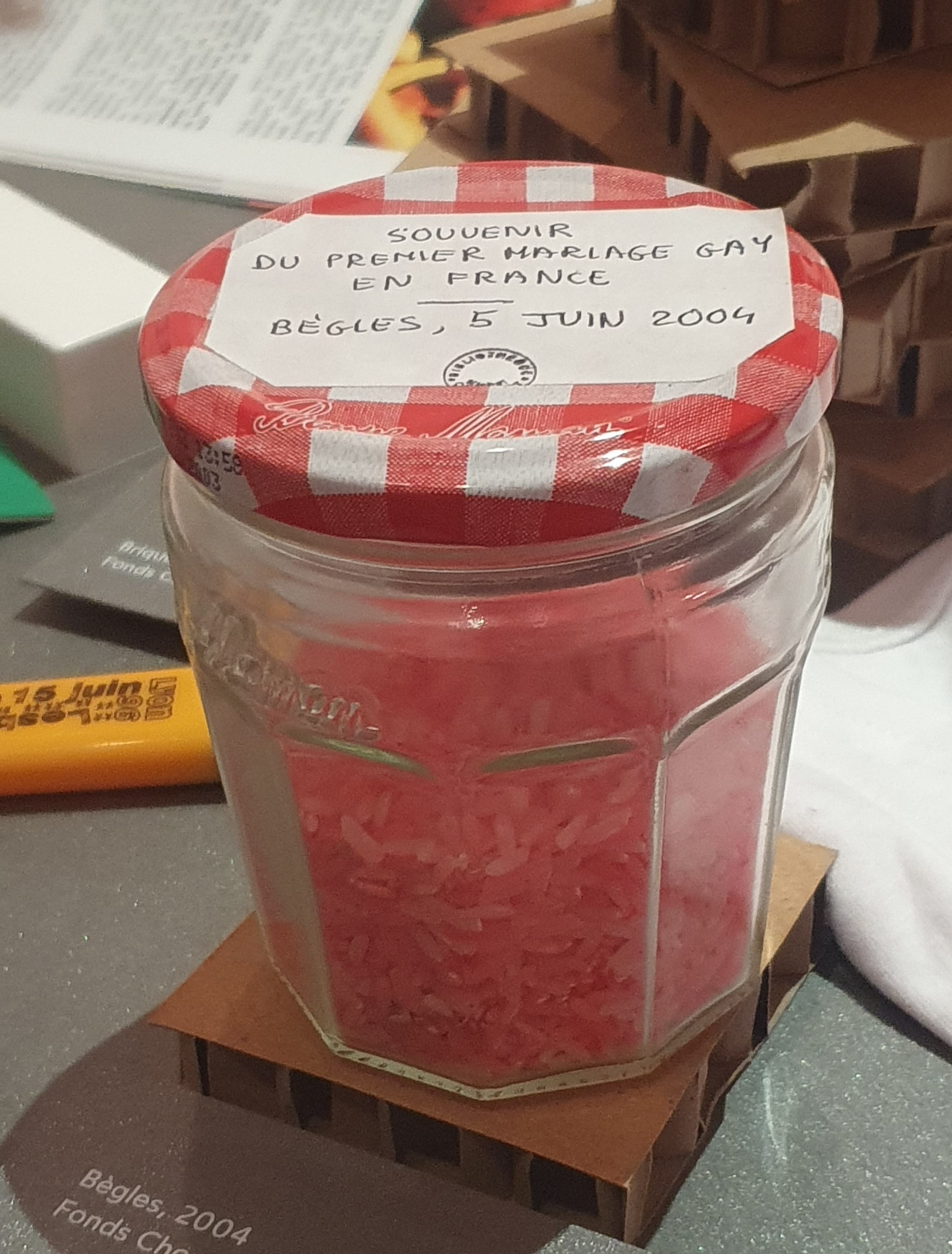
Riz rose lancé lors du mariage de Bègles, conservé dans le fonds Chomarat à Lyon.

La plus importante collection publique LGBT de France est le double fonds de la bibliothèque municipale de Lyon : le fonds Michel Chomarat, géré par ce dernier et existant depuis 1992, et le fond gay et lesbien, créé en 2005.
Les archives de la Coordination lesbienne en France se trouvent dans le fonds Nelly Trumel de la bibliothèque universitaire d'Angers ; la bibliothèque contient d'autres collections lesbiennes, regroupés au sein des Archives du féminisme.

#### Associatives
Les principaux fonds associatifs en France sont les Archives Recherche Culture Lesbienne, existant depuis 1983 et installées à La maison des femmes de Paris ; le fonds de l'association Mémoire des sexualités, situé à Marseille ; le Conservatoire des Archives et des Mémoires LGBTQI, créé par Hoàng Phan Bigotte en 2001 à Vitry-sur-Seine et, enfin, la bibliothèque du centre LGBT de Paris (CGL). Le travail, très généralement bénévole, d'archiviste associatif, est aussi l'occasion d'une redécouverte de l'histoire LGBT française : ainsi, Thomas Dupuy, bénévole au CGL, indexe de 2011 à 2012 tous les articles publiés dans Gay Pied, avant de publier un livre retraçant l'histoire gaie française de la période de parution du magazine.